# Список заслуженных работников культуры РСФСР

## Год присвоения звания не установлен
- Берлинер, Яков Леопольдович (1904—1985), кинооператор и фотокорреспондент
- Копит, Борис Савельевич (1903—1973), журналист, редактор
- Мокиль, Сарра Яковлевна (1906—1984), художник кино, скульптор
- Островская, Галина Яковлевна (1936—2017), журналист, педагог, театральный критик

## 1964
- Быков, Алексей Андреевич (1896—1977), нумизмат-востоковед, заведующий отделом нумизматики Государственного Эрмитажа[1]
- Глинка, Владислав Михайлович (1903—1983), главный хранитель Отдела истории русской культуры (с 1944) и научный консультант Государственного Эрмитажа[1]
- Горюнова, Зиновия Петровна, главный библиотекарь Библиотеки Академии наук СССР[2]
- Гуковский, Матвей Александрович (1898—1971), историк, педагог, искусствовед, заведующий центральной научной библиотекой Государственного Эрмитажа[1]
- Коблова, Мария Каурбековна, мастер Северо-Осетинской республиканской книжной типографии[3]
- Костров, Павел Иванович (1905—1983), заведующий мастерской реставрации стенных росписей Государственного Эрмитажа[1]
- Кречетова, Марианна Николаевна (1903—1965), историк искусства, кандидат исторических наук, главный хранитель (с 1955) отдела Востока Государственного Эрмитажа[1]
- Лапченко, Галина Михайловна, заведующая книжным магазином № 18 Северо-Осетинского книготорга[3]
- Лифшиц, Ида Александровна, главный библиотекарь Библиотеки Академии наук СССР[2]
- Луппов, Сергей Павлович (1910—1988), архивист, библиограф, источниковед и книговед[2]
- Маяковская, Людмила Владимировна (1884—1972), художница, старшая сестра поэта и пропагандистка творчества В. В. Маяковского[4]
- Мусатов, Иван Георгиевич, старший редактор Библиотеки Академии наук СССР[2]
- Патрушев, Василий Алексеевич, руководитель хора студентов Иркутского медицинского института[5]
- Суслов, Дмитрий Степанович, секретарь правления Союза художников СССР[6]
- Турченко, Владимир Иванович, руководитель эстрадного оркестра Свердловского Дома культуры железнодорожников имени Андреева[5]

## 1965
- Акулов, Григорий Павлович[7]
- Алимов, Абдулхалик Салимович[7]
- Алмазова, Александра Ивановна[7]
- Алхасова, Гулеймат Алимовна[7]
- Андреев, Георгий Николаевич[8]
- Аницкий, Иван Винидиктович[7]
- Антропов, Николай Петрович[7]
- Артемьев, Николай Владимирович[9]
- Арутюнов, Василий Николаевич[7]
- Асташева, Ольга Григорьевна[10]
- Багина, Ноанна Александровна[11]
- Бадаева, Ольга Евгеньевна[7]
- Балакирева, Мария Александровна[7]
- Барадулина, Валентина Васильевна[12]
- Барашенков, Виктор Михайлович (1905—1983), историк, педагог[13]
- Барышева, Ольга Петровна[7]
- Беззубцев, Макар Иванович[7]
- Бейлинсон, Давид Борисович[7]
- Белова, Людмила Николаевна[14]
- Беляков, Михаил Михайлович[15]
- Бенедицкий, Александр Соломонович[16]
- Березовский, Константин Спиридонович[7]
- Биктяшева, Гайнинур Салимгараевич[17]
- Блахнова, Елена Дмитриевна[18]
- Богацкая, Ксения Ивановна[19]
- Борисов, Сергей Павлович[7]
- Бородулин, Александр Алексеевич[7]
- Бочкарева, Зоя Васильевна[7]
- Бражкина, Анна Николаевна[7]
- Бритиков, Григорий Иванович (1908—1982), директор Центральной киностудии детских и юношеских фильмов имени М. Горького[20]
- Брюков, Борис Капитонович[7]
- Будкевич, Флор Павлович[14]
- Бучин, Николай Степанович[14]
- Бычкова, Мария Израйлевна[21]
- Вакар, Игорь Владимирович (1906—1977), организатор кинопроизводства[20]
- Васильева, Людмила Алексеевна[7]
- Вержбицкая, Клавдия Григорьевна[7]
- Ветров, Леонид Иванович[22]
- Виленский, Николай Михайлович[23]
- Власова, Анна Филипповна[7]
- Волкова, Варвара Васильевна[24]
- Войханская, Клавдия Михайловна[25]
- Воронин, Дмитрий Яковлевич[26]
- Воскресенский, Михаил Иванович[27]
- Гаджиев, Магомед Масхудович[7]
- Галкин, Григорий Иванович[28]
- Галушкина, Анна Сергеевна[29]
- Гангесов, Георгий Александрович[7]
- Гасконский, Анатолий Александрович[30]
- Германский, Онзер-Михаил Борисович[7]
- Герус, Клавдия Степановна[7]
- Гетман, Василий Алексеевич[16]
- Гинзбург, Александр Наумович[7]
- Глаголев, Владимир Александрович (1911—1983), педагог, хоровой дирижёр[7]
- Глаголева, Нина Алексеевна[7]
- Гольдберг, Юрий Борисович[7]
- Гольдин, Семён Савельевич[29]
- Гончаров, Николай Григорьевич[7]
- Гончарова, Нина Григорьевна[7]
- Григолович, Феликс Стефанович[10]
- Григорьева, Елизавета Макаровна[31]
- Гуренкова (Веселовская), Евгения Яковлевна[32]
- Давыдова, Нина Егоровна[7]
- Данилов, Петр Иосифович[7]
- Делешева, Махира Харисовна[17]
- Дечули, Петр Леонтьевич[7]
- Добриев, Базик Магометович[7]
- Доржиев, Жигжитжаб Доржиевич (1917―2000), бурятский учёный-краевед[7]
- Дорофеев, Александр Мефодьевич[7]
- Дорофеева, Вера Теретьевна[7]
- Дрерман, Кима Матвеевна[7]
- Дубовский, Анатолий Ипполитович[7]
- Дуев, Юрий Григорьевич[7]
- Дунаевский, Борис Осипович[26]
- Дылгиров, Николай Доржеевич[7]
- Евкин-Бялосинский, Сергей Иванович[7]
- Евсеев, Федор Васильевич[7]
- Евстратов, Анатолий Михайлович[7]
- Елшанский, Эдуард Николаевич[7]
- Еникеев, Касим Мингалеевич[7]
- Епифанцев, Виктор Петрович[9]
- Ермилов, Константин Константинович[7]
- Ермошин, Леонид Георгиевич[7]
- Ефимов, Владимир Владимирович[7]
- Ефремов, Николай Федорович[7]
- Жичкин, Георгий Ильич[7]
- Загвоздкин, Виктор Алексеевич[7]
- Зайченко, Александра Зотовна[7]
- Заринская, Мария Фёдоровна (1900—1989), хоровой дирижёр, педагог, организатор и художественный руководитель детского, позднее Академического женского хора[33]
- Зарубина, Вера Афанасьевна[7]
- Заславская, Людмила Игоревна[7]
- Застрожный, Владимир Кириллович (1924—1994), поэт, работник учреждений культуры Пензенской области[7]
- Згуро, Прасковья Васильевна[7]
- Зефереев, Владимир Васильевич[7]
- Зинченко, Николай Федорович[7]
- Знаменский, Владимир Васильевич (1894—1975), оперный певец и педагог[25]
- Зубарева, Ирина Александровна[7]
- Зубовская, Елена Константиновна[7]
- Иванова, Зинаида Ивановна (род. 1932) — музыкальный работник, художественный руководитель Октябрьского районного Дома культуры (Чувашия)[7]
- Илюшин, Валериан Федорович (1888—1979), художник и педагог[7]
- Ингорь, Лев Ильич[7]
- Ионин, Давид Маркович (1916—1987), художник и график[7]
- Кабулов, Григорий Давидович[7]
- Казаковцева, Ираида Геннадьевна[7]
- Кайзер, Александр Иванович[7]
- Калиничева, Тамара Никитична[7]
- Калюжный, Михаил Павлович[19]
- Канатов, Алексей Александрович[8]
- Каневская, Анна Наумовна[31]
- Касумов, Ифрат Сайфудинович[7]
- Киселёв, Иван Николаевич[23]
- Клещин, Александр Иванович (1928—2005), коми-пермяцкий композитор, основоположник профессиональной музыки коми-пермяков[7]
- Клименко, Александр Саввич[7]
- Климова, Мария Григорьевна[7]
- Клявлина, Рабига Рамазановна[7]
- Князев, Борис Александрович[23]
- Кобзева, Прасковья Васильевна[30]
- Ковалевская, Лидия Карловна[30]
- Ковалёва, Ольга Григорьевна[22]
- Ковров, Николай Сергеевич[7]
- Кожемяко, Антонина Павловна[34]
- Кожин, Василий Никитич[7]
- Козлова, Матрёна Петровна[7]
- Козловский, Бенедикт Игнатьевич[35]
- Колесник, Михаил Степанович[7]
- Колесникова, Анна Ильинична[7]
- Кольцов, Николай Павлович[14]
- Кондаков, Иван Петрович (1905—1969), библиотековед[36]
- Константинова, Тамара Матвеевна (1917—2001), историк, педагог[37]
- Колосёнок, Станислав Витальевич[14]
- Кондратьев, Михаил Иванович[7]
- Кондэ, Авекир Павлович[7]
- Коноваленко, Андрей Филиппович[7]
- Конохов, Евгений Васильевич[7]
- Корженко, Григорий Васильевич[7]
- Корженко, Федор Ильич[7]
- Корнев, Владимир Фёдорович[7]
- Коробов, Юрий Леонидович[7]
- Корольков, Николай Петрович, музыкант, первый художественный руководитель Сибирского народного хора[38]
- Коруева, Эльза Очир-Араевна[7]
- Котков, Пётр Акимович[7]
- Котляр, Лидия Михайловна[7]
- Кошкин, Павел Евдокимович[7]
- Красновский, Михаил Фёдорович[22]
- Кремнева, Ольга Павловна[19]
- Кудашев, Владислав Серафимович[7]
- Кузнецов, Борис Тихонович[7]
- Кузнецов, Михаил Иванович (1904—1985), художник, музыкант, руководитель оркестра народных инструментов Бежецка[7]
- Кунафина, Бика Хамидулловна[7]
- Курашева, Анна Николаевна[19]
- Ларина, Анна Дмитриевна[7]
- Ларионов, Федор Логинович[7]
- Леков, Таймураз Григорьевич[7]
- Лихачёва, Татьяна Сергеевна (1908—1998), режиссёр по монтажу киностудии «Мосфильм»[20]
- Логинов, Виктор Николаевич (1925—2012), прозаик и сценарист[26]
- Лубенина, Софья Дмитриевна[7]
- Луговкина, Прасковья Ивановна[7]
- Лукашина, Татьяна Петровна[7]
- Луковникова, Галина Дмитриевна[7]
- Лунегов, Илья Алексеевич[39]
- Львов, Семен Михайлович[7]
- Лютер, Анатолий Иванович[7]
- Ляпина, Мария Кабировна[19]
- Мазан, Домникия Прохоровна[23]
- Маковский, Эдвард Станиславович[7]
- Максимов, Василий Ильич[7]
- Малышев, Геннадий Георгиевич[7]
- Мальцев, Николай Яковлевич[7]
- Мамчуев, Мустафа Ибрагимович[7]
- Маринченко, Василий Иванович[7]
- Марченко, Михаил Григорьевич[40]
- Медведева, Анна Ивановна[7]
- Медянцева, Екатерина Константиновна[7]
- Мель, Леонид Леонгардович (1903—1981), композитор, хормейстер, педагог[7]
- Меньшова, Ольга Ивановна[7]
- Микита, Иштван Иштванович[7]
- Минкина, Анна Савельевна[7]
- Миррская, Зинаида Ивановна[7]
- Мирхазов, Гилемхан Гилемзянович[7]
- Митрополов, Николай Александрович[7]
- Мищустин, Николай Павлович[7]
- Мищенко, Геннадий Григорьевич[7]
- Молодцова, Александра Ивановна[23]
- Морозов, Владимир Ильич[41]
- Морозов, Корнилий Константинович[17]
- Морщаков, Александр Федорович[31]
- Музыка, Алексей Ефимович[7]
- Муравин, Геннадий Николаевич[7]
- Нестеренко, Наталия Ивановна[7]
- Нетробчук, Николай Евсеевич[7]
- Нечаев, Виктор Кузьмич[7]
- Нефёдов, Константин Иванович[42]
- Никитина, Вера Ивановна[7]
- Никитина, Юлия Ивановна[37]
- Никитин, Борис Павлович (1916—1999), педагог[26]
- Николаев, Вениамин Фёдорович[43]
- Николаев, Пётр Николаевич[7]
- Никонова, Антонина Александровна[7]
- Никулина, Мария Григорьевна[7]
- Нутетегин[7]
- Овчинников, Николай Викторович[7]
- Олейников, Сергей Маркович[7]
- Ольховик, Тамара Васильевна[21]
- Орлов, Василий Григорьевич (1916—1993), марийский детский писатель и библиограф[32]
- Пагольская, Елена Константиновна[37]
- Панерков, Марк Соломонович[7]
- Папунен, Иван Васильевич[7]
- Парамонов, Алексей Федотович (1927—1985), заведующий отделом культуры исполкома Починковского районного Совета депутатов трудящихся Смоленской области[7]
- Парина, Александра[7]
- Парубец, Надежда Никифоровна[7]
- Паскевич, Галина Владимировна[7]
- Плисова, Александра Ивановна[7]
- Поджук, Борис Брониславович[7]
- Подрезов, Василий Сергеевич[7]
- Ползунова, Софья Петровна[7]
- Поляков, Виктор Александрович[7]
- Попкова, Екатерина Александровна[7]
- Попов, Вадим Николаевич[7]
- Попов, Фёдор Андреевич[7]
- Потемин, Александр Васильевич[7]
- Потехин, Павел Андриянович[7]
- Перепелица, Яков Сергеевич[7]
- Перкова, Евгения Иосифовна[9]
- Песков, Александр Павлович[7]
- Петров, Иван Терентьевич[7]
- Петрова-Бытова, Татьяна Фёдоровна[7]
- Писанко, Иван Георгиевич[44]
- Пискунов, Константин Федотович[45]
- Пищик, Семён Александрович (1905[46]—1977[47])[48]
- Полунин, Михаил Фролович[49]
- Попов, Павел Михайлович[16]
- Потапов, Митрофан Трофимович[9]
- Похвалынский, Константин Константинович[23]
- Преображенский, Павел Алексеевич[26]
- Прибыткова, Зинаида Алексеевна[7]
- Протопопов, Николай Фёдорович[7]
- Прядильников, Степан Антонович[7]
- Пузин, Николай Павлович[50]
- Пузыч, Анатолий Александрович[7]
- Пьянков, Владимир Ильич[7]
- Пухов, Владимир Алексеевич[26]
- Пышнограева, Мария Владимировна[7]
- Распопин, Василий Александрович[51]
- Раузен, Моисей Волькович[7]
- Рашевский, Арнольд Абрамович[7]
- Реймер, Виктор Гергардович[7]
- Ринчинов, Дагба[41]
- Родионов, Николай Константинович[7]
- Романова, Александра Ивановна[33]
- Рудин, Владимир Петрович[7]
- Рудин, Михаил Захарович[8]
- Рудько, Улита Александровна[52]
- Ручкина-Константинова, Клавдия Алексеевна[7]
- Рыбалкин, Александр Васильевич[7]
- Рыбников, Юрий Константинович (1917—1986), композитор и поэт[7]
- Рябиков, Алексей Иванович[7]
- Рябкова, Лидия Ивановна[16]
- Рындовская, Нина Георгиевна[53]
- Салахбеков, Магомед Салахбекович[7]
- Салмин, Борис Иванович[54]
- Сафонцев, Николай Николаевич[7]
- Сахарцев, Павел Петрович[7]
- Сверюков, Михаил Спиридонович[7]
- Свирский, Константин Николаевич[24]
- Сдобнова, Татьяна Павловна (1931—1985), инспектор отдела культуры исполкома Смоленского районного Совета депутатов трудящихся Смоленской области[7]
- Севостьянова, Елена Михайловна[15]
- Семёнов, Алексей Фёдорович[55]
- Сердюков, Андрей Яковлевич[7]
- Сердюков, Иван Васильевич[7]
- Серебряков, Виктор Дмитриевич[7]
- Сероштанов, Иван Дмитриевич[7]
- Сидорова, Екатерина Сергеевна[7]
- Сиротин, Иван Ксенофонтович[7]
- Симбуховский, Вячеслав Владимирович[43]
- Синицына, Нина Ивановна[55]
- Соколов, Алексей Николаевич[7]
- Солодилов, Илья Макарович[7]
- Сомов, Николай Васильевич[56]
- Стекольщиков, Александр Ильич[7]
- Степанов, Алексей Александрович[7]
- Степанов, Анатолий Яковлевич (1931—2012), писатель и сценарист[7]
- Степанов, Михаил Васильевич[52]
- Страшнов, Пётр Леонидович[7]
- Стулов, Виктор Николаевич[16]
- Сурин, Владимир Николаевич (1906 — ?), генеральный директор киностудии «Мосфильм» в 1959—1970 годах[20]
- Суханов, Михаил Константинович[7]
- Сухова, Капитолина Фёдоровна[43]
- Таганов, Николай Васильевич[7]
- Тимофеева, Надежда Павловна[53]
- Тихонов, Михаил Васильевич (1900—1985), директор Московской киностудии научно-популярных фильмов[20]
- Толмачёва, Мария Витальевна[7]
- Толстых, Валентина Михайловна[7]
- Торгованова, Елизавета Михайловна[14]
- Тренин, Владимир Александрович[7]
- Тронина, Полина Львовна[16]
- Трофимова, Татьяна Николаевна[16]
- Трофимов, Максим Фадеевич[24]
- Трубиньш, Наталия Дмитриевна[7]
- Туголукова, Анна Гавриловна[7]
- Тугутов, Родион Филиппович[7]
- Тулубаева, Кунакбика Губайтовна[7]
- Уланова, Валентина Михайловна[7]
- Уласовец, Анна Игнатьевна[7]
- Устинов, Иван Никифорович[7]
- Файдусович, Рива Исааковна[17]
- Филатов, Борис Михайлович[57]
- Филиппов, Павел Иванович[7]
- Филоненко, Николай Евгеньевич[8]
- Фирсов, Константин Александрович[9]
- Фрицлер, Владимир Давыдович[7]
- Хаккарайнен, Тойво Александрович (1907—1983), краевед, художник[7]
- Халявин, Евдоким Михайлович[7]
- Хапаева, Раиса Кабулетовна[7]
- Харламов, Глеб Дмитриевич, директор Первого творческого объединения киностудии «Мосфильм»[20]
- Хисматуллин, Салих Хисматуллович[7]
- Хлусович, Нина Захаровна[19]
- Хренов, Виктор Леонидович[7]
- Худякова, Юлия Ивановна[7]
- Цветков, Виктор Абрамович[7]
- Цветков, Иван Ильич[58]
- Циргиладзе, Виктор Серапионович (1892—1968), организатор кинопроизводства киностудии «Мосфильм»[20]
- Цыганов, Анатолий Иванович[7]
- Чайкина, Анастасия Афанасьевна[7]
- Чебаевский, Сергей Сергеевич[7]
- Черепанова, Анна Георгиевна[24]
- Чернявский, Алексей Николаевич[7]
- Чечетин, Иван Владимирович[9]
- Чижов, Леонид Иванович[7]
- Чистякова, Зинаида Сергеевна[7]
- Чмутин, Николай Васильевич[23]
- Чудова, Галина Фёдоровна[25]
- Чукаев, Борис Александрович[9]
- Шабанов, Георгий Семенович[7]
- Шагаев, Евгений Васильевич[7]
- Шадрина, Гали Ильарьевна[44]
- Шаламова, Валентина Васильевна[30]
- Шамонтьев, Сергей Александрович[7]
- Шапиро, Мария Михайловна[7]
- Шарапова, Анна Ивановна[7]
- Шевелёва, Нина Григорьевна[7]
- Шефиев, Джамал Азизович[7]
- Шиловский, Михаил Евгеньевич[17]
- Шиманский, Владимир Николаевич[26]
- Шинкаренко, Антонина Ригардовна[31]
- Широкова, Нина Емельяновна[7]
- Ширшов, Владимир Александрович[7]
- Шишлянников, Николай Давыдович[7]
- Шишова, Евдокия Сергеевна (1924—2008), художественный руководитель Холм-Жирковского районного Дома культуры Смоленской области[7]
- Шляхтер, Борис Михайлович[16]
- Шуйская, Мария Александровна[7]
- Эльперин, Лев Яковлевич[16]
- Юрченко, Семён Владимирович[59]
- Ягафаров, Хасан Ягафарович[7]
- Ямпольский, Соломон Исаакович[32]
- Ярметова, Урузбика Зариповна[7]

## 1966
- Абиян, Сурен Азатович[60]
- Абраменков, Алексей Степанович[61]
- Абрамзон, Соломон Исаакович (1910—1971), скрипач, преподаватель[62]
- Аганбекян, Артавазд Аршакович[63]
- Адаменко, Мария Никитична[64]
- Адрианова, Виктория Павловна[65]
- Александров, Василий Александрович[66]
- Александрова, Александра Васильевна[67]
- Алексеева, Екатерина Николаевна (1899—1988), певица (сопрано), солистка Большого театра, музыковед, директор ГЦММК имени М. И. Глинки[68]
- Альперт, Макс Владимирович (1899—1980), фотограф, фоторепортёр, один из родоначальников советской серийной репортажной фотографии[69]
- Ананьин, Николай Иванович[70]
- Баженова, Клавдия Ионовна, директор детской библиотеки г.Южно-Сахалинска[71]
- Бурчевская, Екатерина Александровна[72]
- Зеленова, Анна Ивановна (1913—1980), искусствовед, литературовед, директор Павловского дворца-музея (1941—1979)[72]
- Давиденко, Тамара Васильевна[73]
- Капелькин, Евгений Антонович, режиссёр народного театра клуба станции Вязьма Московской железной дороги, Смоленская область
- Новикова, Любовь Максимовна (1925—2003), заведующая Громашовской сельской библиотекой Рославльского района Смоленской области
- Рудов, Иван Георгиевич (1919—1986), директор Демидовского районного Дома культуры Смоленской области
- Стефанова, Тамара Дмитриевна[74]
- Тимошенкова, Ольга Николаевна (род. 1931), заведующая Ершичской детской библиотекой Шумячского района
- Фогель, Марк Израилевич (1908—1979), директор Смоленской областной конторы книготорга
- Чувиков, Павел Андреевич (1906—1986), общественный деятель, издатель[75]
- Якушенкова, Зинаида Степановна (?—1994), заведующая Екимовичской зональной библиотекой Рославльского района Смоленской области

## 1967
- Абрикосова, Феоктиста Сергеевна (1907—1983), заместитель директора Государственной библиотеки имени В. И. Ленина[76]
- Абросимов, Всеволод Алексеевич[77]
- Авдеев, Алексей Андреевич[78]
- Аксельрод, Самуил Залманович[79]
- Акулинин, Василий Иванович[80]
- Алексеев, Борис Владимирович[81]
- Анджан, Антон Иосифович (1892—1974), художник кино, гримёр[82]
- Андреев, Всеволод Васильевич[77]
- Антонов, Николай Павлович[83]
- Ардашев, Михаил Александрович (1919—1983), писатель, журналист[84]
- Артисевич, Вера Александровна (1907—1999), доцент Саратовского государственного университета им. Н. Г. Чернышевского, директор Зональной научной библиотеки СГУ.[76]
- Архарова, Вера Григорьевна[85]
- Астафьев, Гавриил Васильевич[86]
- Ахапкин, Александр Александрович[87]
- Ахломов, Виктор Васильевич (1938—2017), фотожурналист[78]
- Базаров, Анатолий Михайлович[88]
- Байков, Иван Егорович[89]
- Бакланов, Петр Константинович[90]
- Баландин, Владимир Алексеевич[80]
- Барканова, Анастасия Михайловна[78]
- Барсуков, Михаил Васильевич (1907—1974), военный дирижёр, директор музыкального училища в Прокопьевске[91]
- Барсуков, Николай Алексеевич[92]
- Батурина, Клавдия Яковлевна[76]
- Бахарев, Андрей Николаевич[77]
- Безродный, Соломон Ильич[93]
- Белозеров, Валентин Иванович[94]
- Белоцерковский, Митрофан Кузьмич[95]
- Беляев, Ахат Абдулхакович[96]
- Беляева, Анна Васильевна[97]
- Бескин, Герц Беркович[98]
- Бессмертный, Михаил Самсонович[99]
- Биткина, Манефа Алексеевна[77]
- Блейхер, Исаак Борисович[94]
- Бобыкин, Петр Иосифович[100]
- Богоявленский, Михаил Петрович[80]
- Боков, Василий Михайлович[88]
- Борисова, Галина Викторовна[101]
- Боровский, Григорий Исаевич[77]
- Бриш, Николай Иосифович[102]
- Бумагин, Алексей Михайлович[87]
- Бурд, Залман Исаевич (1917—1979), заведующий отделом газеты «Калининская правда»[86]
- Бурденко, Василий Филиппович[103]
- Бурлаков, Борис Васильевич[104]
- Бурунский, Николай Семенович[88]
- Бутко, Евгений Федорович[105]
- Варенье, Иван Антонович[96]
- Вержбицкий, Василий Гаврилович[95]
- Верзилов, Николай Николаевич[106]
- Верниковская, Мария Викентьевна[107]
- Виноградов, Иван Васильевич[108]
- Власенко, Филипп Тарасович[109]
- Вольский, Борис Алексеевич (1903—1969), звукооператор[110]
- Вохминцев, Виктор Яковлевич (1913—1977), журналист, литературный и театральный критик[107]
- Вулах, Абрам Исаакович[91]
- Высоцкий, Павел Иванович[106]
- Гагарин, Иван Степанович[111]
- Гальперин, Юрий Мануилович (1918—2000), писатель-документалист, журналист[87]
- Гедеванова, Елена Константиновна[93]
- Гиглавый, Владимир Иванович[77]
- Голов, Михаил Алексеевич[88]
- Голованов, Сергей Иванович[112]
- Гольдштейн, Эмилия Яковлевна[110]
- Горожанкин, Владимир Михайлович[77]
- Грибов, Юрий Тарасович (1925—2018), писатель, журналист[81]
- Григоренко, Василий Федорович[81]
- Григорьянц, Рубен Романович[77]
- Гришаев, Ефим Иванович[105]
- Гусев, Иван Дмитриевич[77]
- Дедков, Игорь Александрович (1934—1994), литературный критик[113]
- Дементьева, Инна Борисовна[96]
- Дешевых, Вера Ивановна[114]
- Дмитриев, Владимир Тимофеевич[115]
- Дмитриевна, Зоя Сергеевна[79]
- Донейко, Любовь Петровна[91]
- Дубинин, Павел Иосифович[116]
- Дубинский, Григорий Александрович[78]
- Евелинов, Сергей Борисович[117]
- Егоров, Владимир Семенович[86]
- Елькин, Василий Иванович[118]
- Жаворонкин, Петр Федосеевич[88]
- Жачемукова, Сарра Хаджиметовна[119]
- Жирнов, Николай Иванович[96]
- Жуков, Георгий Александрович (1908—1991), журналист-международник, публицист, переводчик[108]
- Жуков, Николай Петрович[81]
- Заец, Михаил Петрович[120]
- Зайцев, Алексей Васильевич[121]
- Заманский, Израиль Маркович[122]
- Зиганов, Рахимзян Фаизович[123]
- Золин, Сергей Дмитриевич[95]
- Золотова, Людмила Константиновна[124]
- Иванов, Иван Георгиевич[81]
- Иванов, Лев Георгиевич[122]
- Илларионов, Иван Петрович (1918—1982), лектор общества «Знание», директор вечернего университета марксизма-ленинизма при Смоленском горкоме КПСС[77]
- Исавердова, Нина Ивановна[96]
- Ишбулатов, Галей Иргалеевич[96]
- Каменецкий, Лев Маркович[105]
- Камсюк, Степан Андреевич[88]
- Капустин, Борис Демьянович[110]
- Карамышева, Галина Александровна[95]
- Кибардина, Александра Сергеевна[102]
- Клименков, Александр Иванович[125]
- Климентов, Петр Петрович[126]
- Клочко, Василий Семенович[77]
- Клыковский, Василий Степанович[108]
- Ключник, Лев Иванович[108]
- Ковшаров, Вадим Анатольевич[77]
- Кондратов, Николай Филиппович[111]
- Козлов, Геннадий Петрович[77]
- Козлов, Николай Николаевич[96]
- Козлов, Сергей Михайлович[117]
- Козлова, Елизавета Николаевна[96]
- Колесников, Евгений Анатольевич[91]
- Колодин, Михаил Андреевич[98]
- Колпакчи, Мария Модестовна[80]
- Коновалов, Сергей Никитович[127]
- Кононенко, Елена Викторовна[108]
- Константиновский, Лев Давидович (1907—1978), журналист, публицист[107]
- Копенкина, Лилия Александровна[76]
- Корелин, Михаил Дмитриевич[91]
- Коротин, Александр Васильевич[116]
- Костарев, Николай Михайлович[88]
- Костров, Сергей Федорович[96]
- Коцюбинская, Нина Нестеровна[88]
- Кравец, Александр Львович[128]
- Краев, Анатолий Николаевич[129]
- Крам, Петр Семенович[76]
- Красюк, Дементий Яковлевич (1913—1975), журналист[90]
- Кривошеев, Геннадий Иванович[84]
- Кривошеин, Григорий Иванович[130]
- Круглова, Валентина Михайловна[131]
- Кузнецов, Арсений Николаевич[96]
- Кузнецов, Афанасий Семенович[132]
- Кузнецов, Василий Андреевич[82]
- Кузнецов, Михаил Иванович[93]
- Кузьмин, Леонид Алексеевич[80]
- Куклис, Григорий Самойлович[133]
- Кулагин, Виталий Александрович (1912—2004), журналист, литератор[134]
- Куражковская, Наталья Николаевна[128]
- Лаговский, Игорь Константинович (1922—2013), журналист, писатель[77]
- Ланге, Надежда Федоровна[87]
- Лантратов, Петр Иванович[96]
- Лапин, Александр Карлович[97]
- Ласточкин, Николай Владимирович[135]
- Леденев, Евгений Петрович[126]
- Лемешко, Павел Иванович[136]
- Лепская, Лидия Александровна[77]
- Лешинер, Борис Израйлевич[77]
- Линдорф, Анатолий Владимирович[78]
- Лисевицкий, Георгий Георгиевич[135]
- Листовская, Валентина Ивановна[77]
- Лихачева, Людмила Матвеевна[78]
- Логинов, Павел Петрович[84]
- Ложкин, Виталий Анатольевич[115]
- Локтев, Сергей Васильевич (1894—1973), управляющий в Марийской АССР[77]
- Ломасова, Тамара Александровна[115]
- Лукин, Борис Николаевич[134]
- Лукин, Юрий Борисович (1907—1998), литературный критик, литературовед, кинодраматург[108]
- Любомиров, Пётр Петрович (1924—1999), поэт, прозаик, журналист[137]
- Лячин, Алексей Денисович[138]
- Максимычева, Валентина Павловна[139]
- Малахов, Владимир Николаевич[105]
- Малеев, Николай Александрович[116]
- Мальцев, Максим Васильевич[103]
- Малышева, Мария Ивановна[96]
- Маминова, Валентина Яковлевна[114]
- Марченко, Савва Ивановна[100]
- Мезенцев, Владимир Андреевич[77]
- Местникова, Мария Васильевна[76]
- Мещеряков, Валентин Федорович[125]
- Мизгирев, Иосиф Алексеевич[103]
- Милованов, Павел Константинович[122]
- Мирингоф, Михаил Михайлович[123]
- Миронова, Татьяна Григорьевна[117]
- Михайлов, Петр Демидович[102]
- Моложавая, Мария Яковлевна[76]
- Монько, Алексей Митрофанович[103]
- Морев, Михаил Николаевич[127]
- Морозов, Андрей Сильвестрович[140]
- Мухин, Александр Николаевич[134]
- Мячков, Константин Семенович[77]
- Надеждин, Георгий Борисович[78]
- Немков, Василий Сергеевич[80]
- Низгурецкий, Михаил Робертович[87]
- Никифорова, Надежда Ивановна[131]
- Новгородов, Иван Дмитриевич[80]
- Новоселов, Александр Николаевич[103]
- Обновленский, Борис Павлович[141]
- Окулов, Александр Федорович[77]
- Орлов, Владимир Иванович[108]
- Остроумов, Иван Михайлович[142]
- Осьминин, Владимир Спиридонович[127]
- Отделенов, Николай Кузьмич[114]
- Панарина, Зинаида Евгеньевна[77]
- Паничкин, Николай Дмитриевич[135]
- Пасынков, Юрий Николаевич[120]
- Пекарин, Прокопий Михайлович[77]
- Петижев, Умар Ибрагимович[77]
- Петушенко, Иван Алексеевич[77]
- Пинаев, Георгий Петрович[143]
- Погодин, Константин Иванович[108]
- Поддьякова, Ревекка Корнильевна[94]
- Поздеев, Николай Федосеевич[144]
- Показаньев, Флегонт Яковлевич[77]
- Покрывалов, Юрий Петрович[98]
- Помогаев, Александр Иванович[112]
- Попов, Виктор Денисович[145]
- Попович, Дмитрий Павлович[90]
- Постникова, Марина Михайловна[117]
- Посташник, Михаил Семенович[95]
- Прозоров, Алексей Митрофанович[146]
- Прокофьев, Анатолий Сергеевич[147]
- Прохорова, Надежда Васильевна[146]
- Прянишников, Василий Иосифович[77]
- Пшестанчик, Рафаил Григорьевич[88]
- Пыхов, Василий Степанович[88]
- Радковский, Павел Петрович[98]
- Райков, Владимир Павлович[122]
- Ракитин, Николай Степанович[77]
- Рачинский, Петр Иванович[148]
- Рейнберг, Надежда Георгиевна[77]
- Решетова, Нина Ивановна[95]
- Рогатых, Николай Михайлович[93]
- Розинов, Израиль Моисеевич[122]
- Ругалева, Варвара Трофимовна[77]
- Русановский, Александр Михайлович[77]
- Рыжков, Александр Михайлович[96]
- Рыжкова, Мария Тимофеевна[99]
- Савинков, Александр Павлович[104]
- Савинова, Хася Гавриловна[149]
- Самойлов, Георгий Константинович[89]
- Санакоев, Шалва Парсадамович[77]
- Седов, Михаил Афанасьевич[77]
- Селюк, Сергей Иванович[108]
- Сергеева, Анастасия Филипповна[115]
- Серов, Александр Михайлович[150]
- Сесюнина, Тамара Николаевна[143]
- Сидоров, Дмитрий Иванович[77]
- Силенко, Андрей Федорович[108]
- Скоромников, Алексей Антонович[143]
- Скуратов, Юрий Николаевич[78]
- Скурихин, Анатолий Васильевич[78]
- Смирнов, Иван Алексеевич (1924—2006), заместитель редактора газеты «Рабочий путь» (Смоленская область)[151]
- Смирнова, Ксения Ефремовна[93]
- Соколов, Александр Иванович[152]
- Сокурова, Анастасия Николаевна[88]
- Соловьева, Мария Андреевна[99]
- Сосновский, Игорь Петрович (1916—1988), писатель и общественный деятель[140]
- Сосонкин, Лазарь Эммануилович[122]
- Спектор, Исай Исаакович[153]
- Спиридонов, Михаил Васильевич[125]
- Стефановская, Лидия Владимировна[78]
- Стрельцова, Нина Ивановна[154]
- Стрельчук, Владимир Дорофеевич[94]
- Стрепухов, Михаил Фёдорович[105]
- Суичмезов, Александр Михайлович (1911—1986), писатель, журналист, драматург[109]
- Сукнов, Петр Иванович[98]
- Сутягин, Аркадий Александрович[98]
- Тарабрин, Алексей Тимофеевич[135]
- Титов, Василий Егорович (1923—2021), заведующий сектором печати Смоленского обкома КПСС[151]
- Трофимов, Сергей Васильевич[91]
- Тукмачев, Петр Филиппович[77]
- Туманов, Алексей Семенович[79]
- Тунгускова, Маргарита Владимировна[145]
- Удалова, Антонина Николаевна[77]
- Уткин, Борис Тимофеевич[149]
- Ушаков, Александр Ильич[136]
- Ушакова, Елизавета Ивановна[120]
- Федоров, Алексей Алексеевич[155]
- Фельдман, Файвел Нисанович[88]
- Ферапонтов, Константин Иванович[77]
- Филатов, Александр Иванович[122]
- Фокин, Михаил Семенович[93]
- Фокин, Николай Дмитриевич[88]
- Хабичев, Алихан Ахияевич[87]
- Ханин, Ефим Соломонович[78]
- Харитонов, Юрий Валентинович[96]
- Храбров, Алексей Гаврилович[77]
- Хребтова, Ефросинья Григорьевна[91]
- Хренков, Дмитрий Терентьевич[85]
- Циркель, Наум Борисович[116]
- Червонная, Рива Яковлевна[156]
- Чернышевская, Нина Михайловна[91]
- Четвертушкин, Борис Андреевич[81]
- Чиликин, Вячеслав Константинович[146]
- Чугуев, Михаил Панкратьевич[77]
- Чухланцев, Владимир Григорьевич[100]
- Шабалина, Наталья Николаевна[145]
- Шабанова, Учкун Габдулловна[119]
- Шакиров, Абдулла Шакирович[91]
- Шалыгина, Вера Ивановна[145]
- Шапиро, Михаил Менделевич[77]
- Шарков, Юрий Тихонович[76]
- Шевцова, Мария Анатольевна[144]
- Шевченко, Владимир Иванович[уточнить][77]
- Шевяков, Григорий Георгиевич[119]
- Шерышев, Павел Павлович[80]
- Шестакова, Серафима Николаевна[93]
- Шибанов, Корнил Ильич[77]
- Шилов, Валентин Павлович[87]
- Шпаков, Юрий Петрович (1929—2009), журналист, писатель[81]
- Шпинькова, Бронислава Константиновна[149]
- Шустов, Иван Григорьевич[92]
- Щебенькова, Надежда Михайловна[96]
- Щепкина, Марфа Вячеславовна[80]
- Эскин, Александр Моисеевич[91]
- Южаков, Михаил Гаврилович[128]
- Яковлев, Владимир Георгиевич[82]
- Янковский, Михаил Сергеевич[157]
- Яценко, Иван Васильевич[87]

## 1968
- Амстиславский, Филипп Семенович, директор комбината графического искусства Московского отделения Союза художников РСФСР[158]
- Андрианова, Анна Ивановна, заведующая детским сектором Дворца культуры Московского автомобильного завода имени И. А. Лихачева[158]
- Афанасьев, Николай Иванович, заведующий кафедрой физического воспитания Ленинградского института инженеров железнодорожного транспорта имени академика В. Н. Образцова[159]
- Базарова, Клавдия Константиновна, председатель Красноярского краевого совета добровольного спортивного общества «Труд»[160]
- Баженов, Юрий Дмитриевич, председатель Ярославского областного совета Союза спортивных обществ и организаций[161]
- Баринов, Владимир Лаврентьевич, редактор прокопьевской городской газеты «Шахтерская правда», Кемеровская область[162]
- Белов, Фёдор Федорович (? — ?), начальник Управления кинофиксации и кинопроката Комитета по кинематографии при Совете Министров СССР[163]
- Блех, Яков Фридрихович (? — ?), директор клуба «Гигант» Ярославского шинного завода[164]
- Боронецкий, Игорь Николаевич, директор издательства «Малыш»[158]
- Васильев, Александр Владимирович, заведующий учебно-спортивным отделом Всесоюзного совета добровольных спортивных обществ профсоюзов[165]
- Вебер, Тамара Георгиевна, главный художник издательства «Художественная литература»[166]
- Величанский, Леонид Григорьевич, обозреватель ТАСС[167]
- Генкин, Зиновий Михайлович, режиссёр Московского парка культуры и отдыха «Сокольники»[166]
- Головина, Розалия Яковлевна, заведующая сектором Центрального Дома литераторов[161]
- Голосницкий, Владимир Алексеевич, художественный руководитель Дома культуры завода «Компрессор», город Москва[168]
- Гордиенко, Раиса Михайловна, директор Дома культуры железнодорожников станции Свердловск-Сортировочная[161]
- Грановский, Наум Самойлович, фотокорреспондент ТАСС[167]
- Гурьянов, Анатолий Сергеевич, директор Научной библиотеки имени Н. И. Лобачевского Казанского государственного университета имени В. И. Ульянова (Ленина)[169]
- Елисеев, Георгий Иванович, председатель Всесоюзного совета добровольных спортивных обществ профсоюзов[165]
- Забродина, Евдокия Ивановна, заведующая Коротнинской сельской библиотекой Горномарийского района Марийской АССР[170]
- Захавин, Вячеслав Петрович, первый заместитель председателя Всероссийского совета Союза спортивных обществ и организаций[160]
- Зозулин, Виктор Георгиевич, директор Центрального Дома работников искусств[171]
- Иванова, Евгения Исидоровна, заведующая отделом редакции московской областной газеты «Ленинское знамя»[168]
- Ионова, Нина Ефимовна, заведующая Волховской городской детской библиотеки, Ленинградская область[172]
- Иохимович, Давид Исаевич, корреспондент ТАСС по Новосибирской области[167]
- Канунников, Михаил Васильевич, заведующий спортивно-массовым отделом Центрального стадиона имени В. И. Ленина, город Москва[173]
- Кидайло, Александр Никанорович, заведующий художественно-постановочной частью Центрального театра Советской Армии[172]
- Корнилов, Пётр Григорьевич (1924—1982), главный редактор республиканской газеты Марийской АССР «Марий коммуна»[171]
- Краснов, Никита Карпович, художник, Пензенская область[174]
- Кубяк, Зоя Ивановна, заведующая детской библиотеки № 1 города Вольска Саратовской области[170]
- Кузнецов, Дмитрий Дмитриевич, специальный корреспондент редакции московской областной газеты «Ленинское знамя»[168]
- Кулешов Николай Алексеевич, фотокорреспондент ТАСС[167]
- Куперман, Елизавета Григорьевна, директор Омского театра юного зрителя[169]
- Лабок, Авраам Зейликович (? — ?), заведующий постановочной частью Костромского областного драматического театра им. А. Н. Островского[164]
- Ляшкевич, Дмитрий Ефимович, директор Всесоюзного бюро пропаганды художественной литературы Союза писателей СССР[166]
- Малинин, Александр Матвеевич, переводчик республиканской газеты Марийской АССР «Марий коммуна»[171]
- Малков, Владимир Михайлович (? — ?), заведующий Вологодским отделением Северо-Западного книжного издательства[163]
- Михайлов, Василий Михайлович (1923—2015), удмуртский государственный и общественный деятель, поэт, журналист и публицист, редактор республиканской газеты «Советская Удмуртия»[160]
- Молчанов, Евгений Иванович, подполковник, старший инструктор по культурно-просветительным учреждениям Политического управления Московского округа ПВО[175]
- Мстиславский, Самуил Абрамович, руководитель духовного оркестра Саратовского областного Дома культуры учащихся профессионально-технических учебных заведений[169]
- Муромцева, Софья Ивановна, руководитель самодеятельных художественных коллективов, член Общества «Знание» РСФСР[176]
- Намсинов, Илья Евгеньевич, общественный деятель Калмыцкой АССР[177]
- Никитин, Кирилл Васильевич, звукооператор Центральной студии документальных фильмов[166]
- Никишкин, Симон Фёдорович (? — ?), проректор Школы-студии имени В. И. Немировича-Данченко при Московском Художественном театре имени М. Горького[164]
- Николаев Василий Игнатьевич, директор Ленинградского отделения ТАСС[167]
- Нусс, Яков Федорович (1911—2002), директор Вологодского областного драматического театра[164]
- Ошуркова, Мария Михайловна, директор детской музыкальной школы № 18 Москвы[176]
- Полонский, Константин Андреевич (1906—1985), организатор кинопроизводства, директор киностудии «Мосфильм» (1938—1940)[161]
- Радчик, Пётр Цезаревич, директор Ленинградского отделения Музыкального фонда СССР[161]
- Рачков, Александр Анатольевич, начальник фундаментальной библиотеки Военно-медицинской академии имени С. М. Кирова[174]
- Редькин Марк Степанович, фотокорреспондент ТАСС[167]
- Рыжкова, Вера Ефимовна, директор Ленинградского научно-исследовательского института физической культуры[178]
- Рыков, Георгий Сергеевич, директор-художественный руководитель Рязанской областной филармонии[179]
- Сальников, Александр Макарович, художник, Тамбовская область[180]
- Сеженский, Константин Константинович (1898—1971), музыковед
- Семиряжко, Иван Васильевич, майор, начальник Ярославского гарнизонного Дома офицеров Московского округа ПВО[169]
- Симагин, Николай Николаевич, главный художник Издательства политической литературы[160]
- Ситников, Николай Михайлович, фотокорреспондент ТАСС[167]
- Сороковиков, Георгий Дмитриевич, майор, начальник Мурманского Дома офицеров флота[175]
- Степашкин, Василий Александрович, майор, начальник Брянского гарнизонного Дома офицеров Московского округа ПВО[174]
- Ступак, Александр Игнатьевич, заведующий редакцией ТАСС[167]
- Травин, Константин Иванович, старший тренер Всероссийского совета Союза спортивных обществ и организаций[161]
- Тяк, Владимир Андреевич (1909—2001), заведующий макетно-муляжной мастерской Костромского историко-архитектурного музея-заповедника[164]
- Фокеев, Борис Алексеевич, директор Ленинградского академического театра драмы имени А. С. Пушкина[158]
- Чекан, Георгий Александрович (? — ?), председатель культурно-массовой комиссии профсоюзного комитета комбината «Североникель», Мурманская область[164]
- Шемякин, Дмитрий Николаевич, секретарь правления Ленинградского отделения Союза кинематографистов СССР[176]
- Яборов, Николай Зотеевич, заместитель начальника управления культуры исполнительного комитета Пермского областного Совета депутатов трудящихся[170]

## 1969
- Афанасиадий, Александр Афанасьевич, директор кинотеатра «Дружба» города Ессентуки Ставропольского края[181]
- Ахаян, Андрей Асатурович, заведующий клубом Ленинградского государственного педагогического института имени А. И. Герцена[182]
- Белозовская, Нина Владимировна, директор Рязанской областной научно-медицинской библиотеки[183]
- Берман, Владимир Александрович, заведующий отделом по работе с детьми Измайловского парка культуры и отдыха в Москве[183]
- Биндлер, Илья Григорьевич — заведующий режиссёрским управлением Московского академического музыкального театра им. К. С. Станиславского и Вл. И. Немировича-Данченко[184]
- Болдырев, Александр Александрович, хормейстер народного ансамбля песни и пляски учащихся профессионально-технических учебных заведений, Воронежская область[185]
- Бонарцева, Надежда Николаевна, заведующая сектором Центрального музея Вооруженных Сил СССР[186]
- Борзунов, Семён Михайлович, главный редактор редакции военно-художественной литературы Военного издательства Министерства обороны СССР[187]
- Боташев, Борис Мусратович, заведующий отделом культуры исполнительного комитета Малокарачаевского районного Совета депутатов трудящихся Карачаево-Черкесской автономной области Ставропольского края[181]
- Бочевер, Александр Минаевич, директор Центральной научной библиотеки Всесоюзной академии сельскохозяйственных наук имени В. И. Ленина[184]
- Ванюков, Михаил Семёнович, директор Ленинградской типографии № 3 имени Ивана Федорова[182]
- Войник, Анна Мартыновна, заведующая библиотекой № 1 имени А. И. Герцена Свердловского района города Москвы[188]
- Головнин, Георгий Леонидович, директор Краснодарского краевого драматического театра имени М. Горького[189]
- Гребенкова, Александра Ильинична, директор Государственного литературно-мемориального музея «Домик Лермонтова», Ставропольский край[185]
- Грибова (Апинь), Изольда Фёдоровна, старший помощник режиссёра Московского Художественного академического театра имени М. Горького[186]
- Гросман, Александр Владимирович, главный звукорежиссёр Всесоюзной студии грамзаписи[190]
- Грудинин, Юрий Леонидович, технический руководитель киноустановки Ленинградского Дома культуры работников связи[182]
- Джаврова, Ирина Константиновна (1919—1994), руководитель балетной студии Смоленского областного Дома работников просвещения[191]
- Дубков, Валентин Федорович, редактор краевой газеты «Красноярский рабочий»[189]
- Заболоцкий, Николай Григорьевич, директор издательства «Советское радио»[183]
- Звягинцева, Мария Кирилловна, директор Ставропольской краевой детской библиотеки[190]
- Зенкова, Вера Ивановна, заведующая библиотекой Вологодского техникума железнодорожного транспорта[192]
- Зюков, Василий Васильевич, киномеханик Навлинской районной дирекции киносети кинофикации Брянской области[190]
- Иванов, Николай Емельянович, директор Вязниковской детской музыкальной школы Владимирской области[190]
- Ижболдин, Дмитрий Александрович, старшина сверхсрочной службы[193]
- Калужский, Александр Евгеньевич, заведующий режиссёрским управлением Московского Художественного академического театра имени М. Горького[186]
- Кашинцев, Николай Иванович, главный инженер Ивановской областной типографии[187]
- Квасницкая, Галина Ивановна, директор Владимирской городской детской музыкальной школы № 1[191]
- Кобельков, Георгий Константинович, директор детской музыкальной школы № 1 города Кирова Кировской области[188]
- Козлов, Василий Матвеевич, артист Новороссийского народного театра Краснодарского края[183]
- Кононов, Борис Михайлович, заместитель Председателя Российского республиканского совета Всесоюзного добровольного спортивного общества «Трудовые резервы»[193]
- Корешникова, Вера Георгиевна, заведующая отделом культуры исполнительного комитета Минусинского городского Совета депутатов трудящихся Красноярского края[192]
- Коссовский, Иван Андреевич, старший гримёр-художник Московского Художественного академического театра имени М. Горького[186]
- Курбатова, Нина Владимировна, директор Читинского культпросветучилища[194]
- Левин, Михаил Вульфович, старший тренер Центрального совета физкультурно-спортивного общества «Динамо» по гимнастике[159]
- Лесли, Платон Владимирович, заведующий труппой Московского Художественного академического театра имени М. Горького[186]
- Лисянский, Яков Семёнович, начальник цеха комбинированных съёмок киностудии «Мосфильм»[183]
- Литвин, Иван Павлович (1921—1978), военный журналист.
- Лихачёв, Владимир Андреевич, художник-пиротехник Центральной киностудии детских и юношеских фильмов имени М. Горького[189]
- Логинова, Евгения Константиновна, киномеханик Лужской дирекции киносети Ленинградской области[182]
- Лукьянов, Владимир Васильевич, мастер-художник скульптурного литья деревообрабатывающего комбината № 3 Главного управления промышленности строительных материалов при исполкоме Московского городского Совета депутатов трудящихся[193]
- Маевский, Владимир Иванович, директор издательства «Медицина»[195]
- Манион, Александр Альфонсович — редактор по формированию концертов Свердловской областной филармонии[189]
- Маркина, Анна Васильевна, заведующая библиотекой рабочего поселка Толмачево Лужского района Ленинградской области[185]
- Марков, Борис Александрович, директор Ленинградской студии телевидения[182]
- Михайлов, Михаил Иванович, начальник Дома офицеров Северной группы войск, подполковник[159]
- Михайлов, Юрий Алексеевич, звукооператор киностудии «Мосфильм»[189]
- Москаленко, Артемий Иванович, редактор городской газеты «Великолукская правда» Псковской области[193]
- Небораченко, Василий Платонович, директор опорной научно-технической библиотеки Ивановского научно-исследовательского института хлопчатобумажной промышленности[193]
- Низковских, Лидия Николаевна, заведующая отделом культуры исполнительного комитета Ишимского городского Совета депутатов трудящихся Тюменской области[183]
- Никитский, Виктор Николаевич, начальник Дома офицеров Краснознаменного Тихоокеанского флота, капитан II ранга[159]
- Николаева, Нина Александровна, заведующая отделом Новосибирской областной библиотеки[191]
- Носихин, Леонид Фёдорович, балетмейстер народного хореографического коллектива Дома культуры учащихся профессионально-технических учебных заведений города Ленинграда[189]
- Носов, Игорь Николаевич, заведующий постановочной частью Театрального училища имени М. С. Щепкина при Государственном академическом Малом театре Союза ССР.[192]
- Орэ, Лев Аполлонович, старший художник-декоратор Московского Художественного академического театра имени М. Горького[186]
- Павлов, Анатолий Иванович (? — ?), киномеханик Волховской дирекции киносети Ленинградской области[185]
- Петров, Василий Васильевич, старший научный сотрудник Всесоюзного научно-исследовательского кинофотоинститута[183]
- Петрусов, Георгий Григорьевич (1903—1971), фотокорреспондент Агентства печати «Новости»[190]
- Петрушко, Владимир Корнеевич, директор Московской типографии № 2[184]
- Плеско, Галина Николаевна, заместитель главного редактора фотоинформации Агентства печати «Новости»[184]
- Полевой, Павел Иванович, киномеханик Новозыбковской районной дирекции киносети кинофикации Брянской области[190]
- Понсов, Алексей Дмитриевич (1920—2009), театральный художник, технолог, педагог, профессор, заместитель заведующего художественно-постановочной частью Московского Художественного академического театра имени М. Горького[186]
- Поплыко, Фёдор Никифорович, старший научный сотрудник Центрального музея Вооруженных Сил СССР[186]
- Попова, Александра Васильевна, руководитель народного вокального коллектива Дома культуры и техники Главного управления промышленности строительных материалов при исполкоме Московского городского Совета депутатов трудящихся[190]
- Провоторов, Иван Илларионович, директор кинокартин киностудии «Ленфильм»[182]
- Романовская, Кира Михайловна, директор научной библиотеки Ленинградского государственного университета имени А. А. Жданова[182]
- Сакерина, Ольга Николаевна, заместитель начальника управления кинофикации исполнительного комитета Свердловского областного Совета депутатов трудящихся.[181]
- Секлюцкий, Владимир Вячеславович, директор художественного музея Н. А. Ярошенко, город Кисловодск Ставропольского края[188]
- Сидоров, Василий Васильевич, заместитель начальника управления по печати исполнительного комитета Кемеровского областного Совета депутатов трудящихся[189]
- Симаков, Владимир Иванович, старший тренер-методист Центрального водноспортивного клуба Военно-Морского Флота[159]
- Смагин, Андрей Ильич, директор Ярославского художественного училища[181]
- Смолев, Николай Васильевич, заведующий Падунской сельской библиотекой Заводоуковского района Тюменской области[193]
- Соломонов, Исай Матвеевич, старший режиссёр Мурманской студии телевидения[189]
- Соснина, Валерия Дмитриевна, старший научный сотрудник Центрального музея Вооруженных Сил СССР[186]
- Сурогин, Василий Николаевич, директор кинотеатра «Октябрь» в Москве[196]
- Танклевский, Леонид Захарович (1906—1984), художник, живописец, художественный руководитель изостудии Центрального Дома культуры железнодорожников[185]
- Терещенко, Елена Григорьевна, директор детской музыкальной школы № 3 города Липецка[191]
- Толмачёва, Татьяна Александровна, тренер Московского городского совета добровольного спортивного общества «Труд» по фигурному катанию на коньках, заслуженный мастер спорта СССР[195]
- Трескина, Таисия Николаевна, главный редактор Северо-Западного книжного издательства[185]
- Трухачёв, Иван Иванович, руководитель оркестра народных инструментов народного ансамбля песни и пляски учащихся профессионально-технических учебных заведений, Воронежская область[185]
- Угрюмова, Алла Георгиевна, заведующая художественно-производственными мастерскими Московского Художественного академического театра Союза ССР имени М. Горького[186]
- Удлер, Ефим Леонидович, старший художник по свету Московского Художественного академического театра имени М. Горького[186]
- Филимонов, Михаил Родионович (1911—1990) — директор Научной библиотеки Томского государственного университета
- Фирсанова, Валентина Николаевна, заместитель директора Центрального Дома литераторов[197]
- Флянгольц, Дмитрий Соломонович, (1911—1990), деятель советского кинематографа, звукооператор, сценарист[198]
- Фокин, Геннадий Тимофеевич, председатель комитета по радиовещанию и телевидению исполнительного комитета Кировского областного Совета депутатов трудящихся[192]
- Харон, Яков Евгеньевич (1914—1972), деятель советского кинематографа, звукооператор[198]
- Черный, Карп Григорьевич, главный редактор альманаха «Ставрополье»[192]
- Чесноков, Виктор Николаевич, старший машинист сцены Московского Художественного академического театра имени М. Горького[186]
- Чушкин, Иван Васильевич, председатель комитета по физической культуре и спорту при исполкоме Оренбургского областного Совета депутатов трудящихся[187]
- Шевляков, Георгий Михайлович, управляющий Ростовской областной конторой по прокату кинофильмов[183]
- Шкирин, Сергей Михайлович, директор Усть-Камчатского отделения Камчатской областной конторы по прокату кинофильмов[185]
- Шпет, Ленора Густавовна (1905—1976) — заведующая научно-методической частью Центрального театра кукол[184]
- Штеренберг, Абрам Петрович, фотокорреспондент Агентства печати «Новости»[199]
- Шуба, Григорий Израилевич, начальник Архангельского гарнизонного Дома офицеров, майор[159]
- Шустов, Валерий Иосифович, фотокорреспондент Агентства печати «Новости»[199]
- Щербакова, Милица Филипповна, заведующая отделом Тульского областного краеведческого музея[191]
- Эдельман, Виктор Лазаревич, заместитель директора театра Московского Художественного академического театра имени М. Горького[186]
- Элияссон, Фрида Львовна, старший художник-декоратор Московского Художественного академического театра имени М. Горького[186]
- Яковлев, Иван Павлович, старший инструктор отдела культуры Главного политического управления Советской Армии и Военно-Морского Флота, полковник[159]
- Ярцев, Иван Дмитриевич, начальник драматического театра Краснознаменного Северного флота[185]

## 1970
- Абуков, Алексей Хуршудович, председатель Центрального совета по туризму и экскурсиям ВЦСПС[200]
- Аршинов, Алексей Иванович, начальник цеха звукозаписи Всесоюзной студии грамзаписи фирмы грампластинок «Мелодия», город Москва[201]
- Бабанов, Николай Михайлович (р. 1933),— организатор клубной работы, директор Тобурдановского сельского Дома культуры
- Багрянский, Юрий Дмитриевич, специальный фотокорреспондент журнала «Советский Союз»[201]
- Барсуков, Николай Лукьянович (1913—1989), токарь Канашского вагоноремонтного завода, руководитель духового оркестра Канашского ВРЗ
- Белоглазов, Вячеслав Васильевич — художественный руководитель самодеятельного хореографического ансамбля «Ровесники» Благовещенского городского Дома пионеров и школьников, Амурская область[202]
- Белоусова Антонина Леонидовна (1913—1989), организатор в сфере культуры, директор Чувашской республиканской библиотеки имени М. Горького
- Большакова, Клавдия Ивановна, заведующая отделом Центрального совета добровольного спортивного общества «Спартак»[203]
- Борщевский, Константин Иванович, старший инструктор-методист Центрального Дома Советской Армии имени М. В. Фрунзе, подполковник[204]
- Быкадоров, Дмитрий Дмитриевич, директор детской музыкальной школы имени П. И. Чайковского, город Ростов-на-Дону[201]
- Васянка, Никифор Тарасович (1903—1976), чувашский поэт
- Веретенников, Глеб Сергеевич, директор Гатчинской вечерней школы общего музыкального образования Ленинградской области[201]
- Гелюх, Пётр Григорьевич, главный редактор редакции военных плакатов Управления военного издательства Министерства обороны СССР, капитан I ранга[202]
- Головнина, Ирина Михайловна, старший инспектор Управления музыкальных учреждений Министерства культуры СССР[205]
- Гончаров, Георгий Павлович, старший научный сотрудник редакции журнала[206]
- Дорогов, Георгий Иванович, киномеханик Дубенской районной дирекции киносети Мордовской АССР[201]
- Ершова, Мария Валериановна, директор детской музыкальной школы имени ХХХ-летия ВЛКСМ, город Ленинград[202]
- Ефимов, Константин Валерианович (1918—1989), журналист Марийской АССР
- Забурдаев, Николай Алексеевич (1909—1999), директор Государственного литературного музея имени М. Горького (Нижний Новгород)[207]
- Ильинский, Николай Сергеевич (1910—1987), корреспондент газеты «Правда» по Смоленской и Брянской областям
- Калинин, Сергей Кондратьевич, начальник клуба воинской части[204]
- Кириченко, Евдокия Матвеевна, заведующая Центральной Новочеркасской городской библиотекой имени А. С. Пушкина[208]
- Киянов, Михаил Павлович, старший киномеханик клуба «Строитель» города Таганрог Ростовской области[209]
- Колодный, Герман Александрович, заведующий сектором физкультуры и спорта редакции газеты «Вечерняя Москва»[205]
- Костюковский, Илья Львович, Директор Дома культуры Московского энергетического института[209]
- Котиков, Евгений Алексеевич, редактор Ковылкинской районной газеты «Ленинский путь» Мордовской АССР[201]
- Кунаев, Леонид Александрович, заместитель председателя Комитета по радиовещанию и телевидению исполнительного комитета Воронежского областного Совета депутатов трудящихся[201]
- Лебединская, Елена Александровна, старший научный сотрудник Государственной Третьяковской галереи[209]
- Левинсон, Нахман Борисович, директор-распорядитель Государственного академического ансамбля народного танца СССР[200]
- Лубенец, Василий Лазаревич, директор Мечетинского Дома культуры Зерноградского района Ростовской области[209]
- Луганский, Борис Павлович, директор Майкопского драматического театра имени А. С. Пушкина Адыгейской автономной области Краснодарского края[204]
- Минов, Леонид Григорьевич, председатель федерации авиационных видов спорта, город Москва[210]
- Никитин, Виктор Алексеевич, руководитель хора ансамбля песни и пляски «Садко» Дома культуры имени Героя Советского Союза Н. Г. Васильева, город Новгород[202]
- Никифоров-Денисов, Николай Александрович, председатель Центрального совета Всесоюзного добровольного спортивного общества «Трудовые резервы»[203]
- Осетров, Павел Александрович, заместитель директора издательства ЦК ВЛКСМ «Молодая гвардия»[201]
- Остроумов, Сергей Евгеньевич, старший суфлёр Государственного академического Малого театра Союза ССР[201]
- Петрова, Галина Константиновна, заведующая труппой Ярославского академического театра имени Ф. Г. Волкова[209]
- Поляк, Григорий Борисович, преподаватель музыкально-педагогического училища имени Октябрьской революции, город Москва[202]
- Пончик, Иосиф Михайлович, старший инструктор политического управления Ленинградского военного округа, подполковник[202]
- Попова, Мария Ивановна, руководитель учебной группы Государственного академического ансамбля народного танца СССР[200]
- Пудовикова, Ольга Петровна, заведующая труппой Государственного академического ансамбля народного танца СССР[200]
- Робинов, Василий Васильевич, фотограф-художник Всесоюзного производственного научно-реставрационного комбината, город Москва[202]
- Руйкович, Виктор Аксентьевич, специальный фотокорреспондент журнала «Советский Союз»[201]
- Румер, Залман Афроимович, заведующий отделом редакции «Литературной газеты»[208]
- Самохвалов, Валентин Степанович, подполковник, начальник гарнизонного Дома офицеров, Ленинградский военный округ[201]
- Свирин, Алексей Николаевич, старший научный сотрудник Государственной Третьяковской галереи[202]
- Семёнов, Михаил Иванович, тренер по велосипедному спорту Комитета по физической культуре и спорту при Совете Министров СССР[203]
- Слаутин, Николай Иванович, директор Свердловского государственного цирка[204]
- Сорокоумов, Иван Иванович, заместитель редактора областной газеты «Магаданская правда»[201]
- Сулейманов, Абдул-Вагаб Бекбулатович, заведующий отделом редакции республиканской газеты Дагестанской АССР «Ленин ёлу» («Ленинский путь»)[206]
- Сурин, Павел Иванович, полковник, старший инструктор Управления пропаганды и агитации Главного политического управления Советской Армии и Военно-Морского Флота[201]
- Тарасов, Александр Павлович, заведующий Красносамарским сельским клубом Кинельского района Куйбышевской области[202]
- Теплинская, Нина Федоровна, директор Центральной нотной библиотеки Союза композиторов СССР[202]
- Трутнева, Ирина Владимировна, главный библиотекарь Государственной библиотеки СССР имени В. И. Ленина[201]
- Тычинский, Николай Александрович, преподаватель музыкального отделения Красноярского педагогического училища № 1 имени А. М. Горького[205]
- Цыганова-Лобачева, Елизавета Алексеевна, педагог Московского хорового училища[204]
- Четвертинина, Тамара Пантелеймоновна, заведующая отделом природы Вологодского областного краеведческого музея[201]
- Чубарьян, Оган Степанович, заместитель директора Государственной библиотеки СССР имени В. И. Ленина[201]
- Шаумян, Лев Степанович, заместитель председателя Научного совета издательства «Советская энциклопедия»[201]
- Шматков, Николай Макарович, помощник режиссёра Центрального театра Советской Армии[202]
- Ялынычев, Александр Андреевич, художественный руководитель русского народного хора Дворца культуры «Мир» в Саратове[202]

## 1971
- Абрамян, Григорий Владимирович[211]
- Агажанова, Елена Алексеевна[212]
- Агеева, Алевтина Анатольевна[213]
- Александров, Михаил Николаевич[214]
- Александров, Николай Петрович[215]
- Алферов, Иван Михайлович[216]
- Аминтаева, Аза Магомедовна[217]
- Андерег, Георгий Фердинандович[218]
- Аникеев, Василий Васильевич[219]
- Анисимова, Надежда Федоровна[219]
- Антонов, Валентин Петрович[220]
- Ануфриков, Михаил Иванович (1911—1989), альпинист[221]
- Аршинкин, Иван Никитич[222]
- Афанасьев, Иван Алексеевич[223]
- Бабкин, Александр Павлович[224]
- Баженов, Николай Дмитриевич[225]
- Бальчугов, Александр Дмитриевич[226]
- Банников, Михаил Яковлевич[213]
- Баскаков, Владимир Евтихианович (1921—1999), киновед, литературовед, писатель, сценарист, организатор кинопроизводства[227]
- Батуро, Владимир Петрович[228]
- Бахмутская, Ирина Викторовна (1922—2004), библиотечный деятель[228]
- Безрокова, Хуж Саидовна[229]
- Беликов, Виктор Фёдорович (1910—1976), журналист, киносценарист
- Белякова, Тамара Дмитриевна[219]
- Бергер, Семен Борисович[230]
- Бибинова, Кира Александровна[231]
- Бизе, Иосиф Лазаревич[211]
- Битяев, Георгий Павлович[228]
- Бобок, Казимир Казимирович[213]
- Бони, Венедикт Александрович[232]
- Борисов, Игнатий Васильевич[211]
- Борщевский, Лев Исаакович[213]
- Ботвинник, Михаил Моисеевич (1911—1995), шахматист[233]
- Брагин, Николай Иванович[234]
- Браславская, Ольга Львовна[213]
- Будницкий, Борис Ильич[235]
- Буслович, Ольга Львовна[236]
- Бутович, Николай Андреевич[237]
- Бушмакин, Валентин Степанович[238]
- Вавилова, Евдокия Гавриловна[239]
- Валевский, Евгений Георгиевич[238]
- Ванчикова, Ханда Ванчиковна[240]
- Варламова, Надежда Николаевна[211]
- Васильев, Леонид Сергеевич[217]
- Ведерникова, Анфиса Алексеевна[211]
- Величкина, Тамара Леонидовна[214]
- Велькин, Петр Гаврилович[225]
- Верховцев, Иван Петрович[241]
- Веселков, Федор Петрович[242]
- Вискова, Мария Лукинична[223]
- Володин, Владимир Федорович[218]
- Воробьева, Ольга Борисовна[219]
- Воронова, Ольга Михайловна[214]
- Второва, Евгения Сергеевна[237]
- Высотский, Дмитрий Григорьевич[243]
- Гаджиев, Магомед-Али Гаджиевич[244]
- Гнедин, Василий Александрович[235]
- Гнедков, Вадим Николаевич[213]
- Голов, Виталий Евгеньевич[245]
- Головина, Вера Павловна[229]
- Головина, Галина Александровна[211]
- Голубцова, Клавдия Павловна[214]
- Гольдман, Исаак Моисеевич[242]
- Гольцман, Абрам Маркович[246]
- Горбунов, Геннадий Иванович[241]
- Горелик, Яков Григорьевич[224]
- Горьков, Виктор Алексеевич[247]
- Гревцова, Клавдия Андреевна[214]
- Гриб, Дмитрий Ильич[227]
- Григорьева, Ольга Владимировна[231]
- Гринев, Юрий Леонидович[248]
- Громов, Николай Иванович[214]
- Гостынский, Семен Ефимович[229]
- Губайдуллин, Насыб Галеевич[249]
- Гылыков, Бато Аюшеевич[240]
- Давидьянц, Андрей Арсеньевич[250]
- Данилов, Степан Сергеевич[218]
- Данчева, Лидия Ивановна[251]
- Дармодехин, Владимир Григорьевич[252]
- Дашиев, Бато Будаевич[240]
- Демьянчук, Андрей Иванович[238]
- Джуринова, Софья Артемовна[253]
- Дзюбак, Петр Игнатьевич[248]
- Динерштейн, Григорий Яковлевич[224]
- Дубовик, Леонид Дмитриевич[214]
- Дубровина, Людмила Викторовна (1901—1977), хозяйственный и государственный деятель[239]
- Дудченко, Валентин Андреевич[216]
- Думанис, Евсей Давидович[224]
- Езерский, Александр Моисеевич[235]
- Елинсон, Николай Львович (1921—2007), писатель-сатирик[254]
- Елисеева, Валентина Ивановна[231]
- Ермолаева, Людмила Михайловна[255]
- Ермолин, Владимир Петрович[231]
- Елфимова, Александра Константиновна[223]
- Жалсабон, Дашидондок Жалсанович (1913— ?), ректор Восточно-Сибирского института культуры[212]
- Жилкин, Андриян Георгиевич[243]
- Житомирская, Сарра Владимировна (1916—2002), историк-архивист[245]
- Жихарев, Игорь Стефанович[245]
- Засорин, Василий Михайлович[256]
- Захаров, Николай Никитович[235]
- Захарьянц, Арташес Беглярович[218]
- Зверев, Николай Деодорович[218]
- Зверев, Ростислав Яковлевич[219]
- Земцов, Александр Леонтьевич[232]
- Зимин, Евгений Петрович[214]
- Зыкин, Владимир Георгиевич[257]
- Иванов, Олег Константинович[222]
- Иванова, Анна Григорьевна[238]
- Иванюшева, Наталья Ивановна[258]
- Иващенко, Николай Сергеевич[214]
- Иордан, Ирина Николаевна (1910—1976), музыковед и композитор[226]
- Кадышева, Ирина Александровна[214]
- Каменецкий, Евгений Ильич[225]
- Капустин, Аркадий Петрович[217]
- Караерова, Валентина Георгиевна[220]
- Карноухов, Георгий Николаевич (1901—1987), библиотекарь[218]
- Карташов, Вадим Николаевич (1930—2008), журналист, публицист, поэт[233]
- Каткова, Юлия Тимофеевна[223]
- Киркор, Георгий Васильевич (1910—1980), композитор и текстолог[214]
- Киселёв, Лев Дмитриевич[259]
- Киселёв, Сергей Иванович[250]
- Китаев, Серафим Иванович[222]
- Князева, Маргарита Николаевна[260]
- Клитина, Евгения Николаевна[261]
- Коган, Моисей Соломонович[211]
- Кожевникова, Раиса Ильинична[261]
- Кокорева, Ирина Александровна (1921—1998), организатор кинопроизводства[214]
- Кокшаров, Андрей Тимофеевич (1919—1986), журналист[225]
- Колесниченко, Георгий Павлович[211]
- Коллегорская, Инна Владимировна (1905—1997), пианистка, концертмейстер[211]
- Колобанова, Надежда Андреевна[261]
- Колосов, Виктор Васильевич[222]
- Комогорцев, Александр Феоктистович[225]
- Кондрашова, Татьяна Ивановна[224]
- Коненков, Владимир Иванович[251]
- Конюхова, Анастасия Евдокимовна[212]
- Копорулин, Борис Павлович[228]
- Коровин, Евгений Антонович[262]
- Корсакова, Лидия Павловна[220]
- Косарев, Борис Максимович (1911—1989), фотокорреспондент[263]
- Костин, Лев Константинович[245]
- Костюкова, Юлия Филипповна[264]
- Костюченко, Антонина Ильинична[214]
- Кофман, Нина Николаевна[213]
- Кочеткова, Антонина Фёдоровна[220]
- Краснянский, Леонид Фёдорович[252]
- Крейль, Фред Эдуардович[213]
- Крылов, Виктор Николаевич (1914—1999), журналист Марийской АССР[233]
- Кузнецов, Алексей Ильич[265]
- Кузнецов, Дмитрий Иванович[251]
- Кузовлев, Виталий Александрович[232]
- Кулик, Галина Сергеевна[213]
- Кунаков, Сергей Митрофанович[224]
- Куропятников, Сергей Архипович[266]
- Лавров, Александр Александрович[267]
- Лазарева, Ольга Павловна[218]
- Лалетин, Александр Васильевич[220]
- Лапчинская, Евгения Александровна[224]
- Лебедев, Иван Васильевич (1923—2004), первый организатор и руководитель хора ветеранов войны и труда[223]
- Лебедева, Наталья Николаевна[268]
- Левиновский, Анатолий Яковлевич[238]
- Лекае, Алексей Владимирович[241]
- Леонтовская, Татьяна Николаевна[223]
- Лещинский, Абрам Григорьевич[269]
- Лихачева, Евгения Антоновна[254]
- Лопатина, Екатерина Кузьминична[270]
- Лудникова, Раиса Ивановна[257]
- Лукашев, Иосиф Алексеевич[245]
- Лукащук, Леонид Архипович[213]
- Лукичева, Татьяна Степановна[213]
- Луковец, Алексей Илларионович (1921—1977), журналист и политический деятель[249]
- Лытяков, Иван Фёдорович[211]
- Львова, Анна Савватьевна[222]
- Ляуданская, Евгения Владимировна[222]
- Магомедова, Загидат[271]
- Мазуров, Георгий Георгиевич[272]
- Малинин, Алексей Александрович[243]
- Малинин, Василий Иванович[259]
- Малышкина, Мария Ивановна[218]
- Мамонтов, Иван Семенович[245]
- Маркина, Анастасия Ивановна[232]
- Марков, Виктор Иванович[269]
- Марманский, Владимир Андрианович[266]
- Матвеева, Татьяна Александровна[232]
- Мацуев, Василий Васильевич[211]
- Машников, Александр Ипполитович[220]
- Мейсак, Николай Алексеевич (1921—1984), писатель, публицист[241]
- Меленевский, Михаил Иванович[268]
- Митягин, Константин Павлович[224]
- Михайлова, Ирина Николаевна[231]
- Модестова, Татьяна Сергеевна[214]
- Моисеева, Валентина Фёдоровна[261]
- Моисеенков, Иван Петрович[272]
- Морова, Ада Марковна[218]
- Мороз, Иван Иванович[214]
- Мотов, Владимир Николаевич[224]
- Муравьева, Зоя Васильевна[229]
- Мухина, Нина Михайловна[273]
- Набатов, Алексей Андреевич[213]
- Назаров, Борис Николаевич[248]
- Накоряков, Валериан Николаевич[274]
- Нарский, Николай Петрович[223]
- Нефедова, Ольга Александровна[272]
- Никитин, Николай Александрович[242]
- Никитина, Нина Павловна[213]
- Нимаев, Мунко Нимаевич[240]
- Новиков, Михаил Григорьевич[246]
- Оголев, Николай Павлович[220]
- Огуренков, Виктор Иванович[213]
- Осинцев, Ким Аркадьевич[261]
- Осокин, Валерий Викторович[257]
- Орлова, Екатерина Николаевна[218]
- Павлов, Николай Капитонович (1910—1986), старший редактор Смоленского отделения издательства «Московский рабочий»[250]
- Павлова, Наталья Клавдиевна[273]
- Пантелеева, Вера Владимировна[254]
- Пастухов, Николай Борисович[248]
- Переселенцев, Виктор Яковлевич[222]
- Петров, Алексей Семёнович[215]
- Петрова, Ольга Николаевна[273]
- Пискунов, Николай Андреевич[238]
- Плясков, Ян Михайлович[226]
- Поволоцкий, Александр Яковлевич[270]
- Подгайц, Иосиф Самойлович[235]
- Подгорная, Розалия Яковлевна[260]
- Подкурков, Виктор Семёнович[252]
- Пойзнер, Николай Сигизмундович[268]
- Пологонкин, Рувим Соломонович[215]
- Полунин, Юрий Иосифович (1913—1982), пианист, педагог и композитор[211]
- Поляков, Валентин Григорьевич[217]
- Попов, Киприян Филиппович[275]
- Попов, Леонид Васильевич[241]
- Поросенкова, Клавдия Матвеевна[253]
- Порохняков, Анатолий Николаевич[238]
- Почупец, Николай Петрович[243]
- Прокофьев, Юрий Николаевич[245]
- Пруткин, Зиновий Пименович[248]
- Пугачёв, Николай Семёнович[238]
- Путин, Арон Львович[249]
- Пуховская, Лидия Григорьевна[222]
- Рабинович, Михаил Аронович[234]
- Разумовский, Николай Сергеевич[254]
- Раскин, Григорий Михайлович[214]
- Раскин, Самуил Григорьевич[213]
- Ратчик, Иосиф Залманович[220]
- Рафейчиков, Георгий Иванович[238]
- Резанов, Геннадий Георгиевич[222]
- Рогаль-Левицкая, Тамара Николаевна[218]
- Рогачевских, Раиса Николаевна[273]
- Роговской, Владимир Аронович[238]
- Родионов, Юрий Степанович[232]
- Розанова, Нина Филипповна[237]
- Розинов, (Леров) Леонид Моисеевич[248]
- Россихина, Ольга Николаевна[259]
- Ростовцева, Ирина Тимофеевна[224]
- Рощин, Анатолий Макарович[253]
- Рыбаков, Михаил Михайлович[259]
- Рыбин, Борис Александрович[225]
- Савченко, Мильда Аполлосовна[254]
- Сапрыгин, Иван Дмитриевич[248]
- Саркисов, Николай Енохович[235]
- Сарычева, Эльвина Ивановна[252]
- Сванидзе, Карл Николаевич[259]
- Селиванов, Николай Дмитриевич[265]
- Семенихин, Василий Иванович[214]
- Семёнов, Михаил Иванович (1929—1996), псковский архитектор-реставратор[213]
- Семёнова, Галина Александровна[235]
- Семиохин, Иван Степанович[276]
- Сентюлев, Петр Иванович[222]
- Сергеев, Марк Давидович (1926—1997), писатель-фантаст, поэт[235]
- Синозерский, Константин Петрович[268]
- Ситнов, Дмитрий Ильич[222]
- Славин, Кушель Лейбович[224]
- Смирнов, Михаил Яковлевич[238]
- Смирнов, Евгений Иванович[218]
- Смолян, Александр Семёнович[259]
- Соколов, Борис Алексеевич[251]
- Соколова, Дина Елисеевна[214]
- Соловьева, Нина Борисовна[277]
- Соломенников, Иван Иванович[229]
- Солнцев, Николай Алексеевич[218]
- Становов, Александр Иванович[233]
- Степичев, Михаил Иосифович[241]
- Стоник, Арон Иосифович[250]
- Суворова, Таисия Павловна[253]
- Сухинина, Зоя Дмитриевна[222]
- Сычев, Матвей Семёнович[218]
- Телегин, Николай Сергеевич[265]
- Тишковец, Алексей Павлович[238]
- Тищенко, Анатолий Михайлович[231]
- Траилин, Виталий Александрович[270]
- Трайтель, Борис Исаакович[220]
- Трейгер, Яков Абрамович[273]
- Трифонов, Анатолий Николаевич[223]
- Трухманов, Анатолий Геннадьевич[231]
- Тряснов, Николай Борисович, пианист[235]
- Тузлукова, Алла Фёдоровна[222]
- Турилкин, Сергей Георгиевич[218]
- Уроева, Анна Васильевна[219]
- Усенин, Геннадий Иванович[278]
- Федорович, Анатолий Антонович[266]
- Федякин, Анатолий Иванович (1931—1981), композитор[248]
- Филипченко, Яков Фёдорович[213]
- Фрадкин, Герман Ефимович (1904—1993), сценарист, драматург[243]
- Фрейдлина, Вера Георгиевна[264]
- Фролов, Николай Михайлович (1893—1981), музыкант, мастер смычковых инструментов[273]
- Хмелевская, Наталья Герасимовна[214]
- Хмельницкая, Ася Ефимовна[233]
- Худяков, Александр Иванович[223]
- Цаликов, Евгений Георгиевич[218]
- Цыреторов, Гаслан Ямпилович[240]
- Чернышев, Леонид Устинович[212]
- Чикин, Алексей Сергеевич[273]
- Шадрин, Василий Александрович[247]
- Шалуновский, Владимир Николаевич (1918—1980), кинокритик[269]
- Шашкина, Ольга Александровна[272]
- Шварц, Яков Семёнович[232]
- Шешкин, Петр Ефимович[261]
- Шилов, Сергей Николаевич[217]
- Шипицына, Зинаида Фоминична[272]
- Широкова, Елена Борисовна[220]
- Шистовский, Константин Николаевич (1899—1981), астроном, изобретатель, основатель Московского планетария[235]
- Шишмарев, Михаил Фёдорович[234]
- Шнеер, Виктор Евсеевич[239]
- Штек, Мартына Грациановна[268]
- Штерн, Мария Абрамовна[211]
- Шулепов, Евгений Иванович[249]
- Шумов, Николай Владимирович[228]
- Щенкова, Мария Васильевна[245]
- Эпштейн, Рахиль Моисеевна[243]
- Эрман, Леонард Иосифович[224]
- Яворский, Николай Николаевич[260]
- Яковлев, Валентин Александрович[216]
- Яхнин, Давид Аркадьевич[245]

## 1972
- Абдулина, Таскира Габуллазяновна[279]
- Агибалов, Иван Васильевич[280]
- Александрова, Тамара Михайловна[281]
- Андреев, Александр Васильевич[282]
- Андронова, Карелия Дмитриевна[283]
- Андросов, Николай Кузьмич[284]
- Анисимова, Антонина Аристарховна[285]
- Апетьян, Тигран Петрович[286]
- Аракчина, Александра Кудашевна[287]
- Аргунов, Георгий Андреевич[288]
- Аргунов, Федот Семенович[289]
- Афоничев, Иван Михайлович[290]
- Ахмеров, Рауф Бареевич[291]
- Ахметова, Хаят Ахметовна[292]
- Ахунов, Гарифзян Ахунзянович[293]
- Бабкин, Валентин Вениаминович[289]
- Бакнов, Александр Григорьевич[294]
- Бакланов, Анатолий Егорович[295]
- Баландин, Лоллий Александрович[296]
- Балашов, Александр Дмитриевич[297]
- Барашков, Тимофей Васильевич[298]
- Барсов, Владимир Васильевич[299]
- Батошкина, Анна Александровна[300]
- Беда, Александра Денисовна[301]
- Бекасов, Демьян Герасимович[302]
- Белецкая, Елена Алексеевна[303]
- Беликов, Виктор Федорович[295]
- Белогуров, Александр Установич[290]
- Белозеров, Владимир Матвеевич[304]
- Беляев, Михаил Феофилович[305]
- Бескова, Вера Петровна[306]
- Бирюков, Виктор Павлович[283]
- Блинова, Елена Дмитриевна[295]
- Богатырев, Рауф Ахмедович[307]
- Бозырев, Владимир Семенович[291]
- Бонецкий, Константин Иосифович[308]
- Боченков, Константин Иосифович[293]
- Брагинский, Георгий Александрович[309]
- Булавский, Сергей Никонович[279]
- Бурова, Валентина Ивановна[310]
- Буромская, Евгения Михайловна[286]
- Бурштеин, Самуил Яковлевич[294]
- Бурахин, Алексей Алексеевич[294]
- Бычков, Виктор Матвеевич[306]
- Вахрушин, Николай Петрович[311]
- Ващенко, Михаил Васильевич[312]
- Вейнберг, Фёдор-Хаим Семёнович[303]
- Винникова, Валентина Петровна[312]
- Виноградов, Василий Ильич[282]
- Виноградова, Екатерина Михайловна[299]
- Вичканова, Лидия Александровна[313]
- Вогман, Софья Наумовна[314]
- Волков, Василий Николаевич[315]
- Волченко, Василий Иванович[316]
- Волчкова, Лидия Васильевна[317]
- Воронов, Владимир Александрович[318]
- Вреден-Кобецкая, Тамара Оскаровна[282]
- Высоцкий, Михаил Зельманович[301]
- Гагарина, Валентина Васильевна[319]
- Ганцевич, Семен Михайлович[320]
- Геринас, Александр Михайлович[321]
- Германюк, Владимир Михайлович[279]
- Гильманов, Замиль Ибрагимович[284]
- Глаголев, Николай Николаевич[322]
- Голебев, Борис Георгиевич[293]
- Гончаренко, Юлия Филипповна[323]
- Гончарова, Александра Алексеевна[314]
- Горбушина, Эльза Федоровна[300]
- Горская-Чиркова, Нина Вячеславовна[306]
- Горячева, Валентина Михайловна[284]
- Гофлин, Исаак Владимирович[324]
- Грантовский, Арвид-Александр Иоганнович[325]
- Григорович, Валентина Борисовна[306]
- Губанова, Валентина Ивановна[326]
- Гумеров, Гариф Муртазич[322]
- Гуськов, Борис Николаевич[317]
- Демидов, Василий Георгиевич[310]
- Деревцой, Александр Григорьевич[302]
- Дешук, Борис Михайлович[327]
- Дивова, Елена Николаевна[285]
- Диденко, Иван Дмитриевич[283]
- Добротин, Артемий Николаевич[317]
- Дорохов, Алексей Васильевич[306]
- Дыко, Лидия Павловна[315]
- Дьякова, Тамара Алексеевна[294]
- Дятлов, Лидия Филипповна[312]
- Егоров, Сергей Ильич[309]
- Еманов, Серафим Александрович[281]
- Ерофеева, Валентина Ивановна[303]
- Ершов, Яков Алексеевич[328]
- Есипова, Ольга Николаевна[294]
- Ефимова, Анна Николаевна[296]
- Жалсанов, Ендон Балданович[315]
- Жданкин, Дмитрий Михайлович[283]
- Жданова, Татьяна Аркадьевна[324]
- Жегалова, Серафима Кузьминична[329]
- Жемойтель, Виктор Владимирович[330]
- Жигунов, Валентин Михайлович[290]
- Завельская, Сарра Шмуйловна[326]
- Заика, Захар Иванович[310]
- Зайцев, Георгий Николаевич[331]
- Заплатин, Михаил Александрович[304]
- Заплатынский, Николай Павлович[291]
- Захарушкин, Иван Иванович[302]
- Зелинский, Николай Ксенофонтович[289]
- Земсков, Василий Иванович[332]
- Зимин, Владимир Михайлович[306]
- Злочевский, Виктор Яковлевич[293]
- Зограф, Наталья Георгиевна[325]
- Зорева, Инна Петровна[327]
- Зотов, Алексей Федорович[333]
- Зубченков, Петр Петрович[283]
- Иванов, Анатолий Петрович[283]
- Ингель, Вера Ивановна[306]
- Калашникова, Татьяна Николаевна[291]
- Каменская, Елена Фёдоровна[319]
- Капралов, Георгий Александрович[285]
- Кара-Мурза, Алексей Сергеевич[323]
- Карамышев, Алексей Алексеевич[334]
- Карпель, Роман Александрович[323]
- Картышева, Дизя Аврамовна[304]
- Катулин, Алексей Захарович[335]
- Качкышев, Михаил Карманович[336]
- Кирилловна, Ирина Павловна[334]
- Кириллова, Маргарита Яковлевна[337]
- Князев, Петр Григорьевич[303]
- Кобчикова, Ирина Александровна[338]
- Ковеленко, Георгий Яковлевич[282]
- Ковриженко, Анисий Дмитриевич[308]
- Ковтун, Николай Артемович[295]
- Коган, Элла Соломоновна[329]
- Кожекина, Валентина Николаевна[306]
- Козлова, Надежда Васильевна[312]
- Козловский, Борис Леонидович[336]
- Козыдио, Николай Григорьевич[312]
- Константинов, Алкиви Александрович[339]
- Корх, Александр Сергеевич[329]
- Костылев, Василий Иванович[333]
- Косырева, Сильва Васильевна[303]
- Котельников, Василий Михайлович[314]
- Кривицкий, Зиновий Юрьевич[308]
- Криушенко, Юрий Дмитриевич[312]
- Крутоверцев, Тит Игнатьевич[309]
- Крымова, Нина Ильинична[320]
- Кузаков, Константин Степанович[339]
- Кузнецов, Леонид Борисович[285]
- Кузнецова, Эльза Николаевна[320]
- Кукаретин, Василий Михайлович[282]
- Куксенко, Владимир Иванович[303]
- Кулий, Лидия Дмитриевна[340]
- Куликов, Сергей Иванович[327]
- Кусильман, Макс Самуилович[323]
- Лагутэнок, Константин Павлович[339]
- Лапина, Нина Михайловна[327]
- Лапицкий, Исаак Петрович[341]
- Лебедев, Александр Ильич[325]
- Лебедев, Виктор Иванович[297]
- Лобанева, Тамара Александровна[329]
- Логутков, Александр Иванович[293]
- Лукасевич, Галина Ивановна[324]
- Лукьянов, Петр Николаевич[285]
- Лычак, Павел Павлович (1919—2003), заведующий научной библиотекой Смоленского мединститута[315]
- Любезнов, Григорий Андреевич[315]
- Мавренков, Анатолий Михайлович[309]
- Маковеев, Михаил Степанович[328]
- Малахов, Георгий Иванович[283]
- Мельцева, Татьяна Юрьевна[342]
- Малыхин, Михаил Елисеевич[301]
- Мамулов, Георгий Александрович[343]
- Маркович, Николай Романович[299]
- Марутова, Татьяна Арменаковна[291]
- Марченко, Павел Карпович[296]
- Махаринец, Николай Григорьевич[323]
- Медведев, Алексей Александрович[302]
- Мержанов, Мартын Иванович[306]
- Миловский, Дмитрий Иванович[314]
- Минко, Виталий Порфирьевич[297]
- Миновалова, Антонина Ивановна[344]
- Миренская, Ирина Александровна[312]
- Митеттело, Елена Борисовна[324]
- Митрофанова, Галина Алексеевна[329]
- Мишин, Николай Федорович[325]
- Мищенко, Алексей Иванович[318]
- Миценко, Константин Ефимович[323]
- Морозов, Евгений Григорьевич[339]
- Морозов, Савва Тимофеевич[322]
- Морозова, Елизавета Михайловна[282]
- Мусаелян, Элеонора Богдановна[304]
- Мухина, Таисия Владимировна[284]
- Мыслов, Валерий Викторович[306]
- Нагибина, Неонила Николаевна[309]
- Нагучев, Юсуф Сагидович[322]
- Немирович-Данченко, Нинель Михайловна[317]
- Николаев, Геннадий Федорович[297]
- Новиков, Григорий Михайлович[296]
- Носков, Павел Александрович[296]
- Обухова, Зоя Григорьевна[294]
- Обшадко, Мира Григорьевна[286]
- Овчаров, Виктор Валерьевич[341]
- Одноблюдов, Георгий Васильевич[345]
- Орлов, Петр Михайлович[284]
- Острецов, Евгений Алексеевич[297]
- Павликовская, Бронислава Григорьевна[303]
- Павлов, Алексей Михайлович[346]
- Панаев, Иннокентий Дмитриевич[289]
- Панеш, Раиса Кандыровна[340]
- Пахомов, Александр Васильевич[334]
- Пахомов, Анатолий Васильевич[334]
- Перешивайлов, Петр Васильевич[291]
- Петров, Сергей Алексеевич[296]
- Петрова, Юлия Ивановна[347]
- Петроченков, Николай Петрович[348]
- Петрунина, Ирина Григорьевна[344]
- Петушков, Петр Дмитриевич[322]
- Пишенина, Любовь Ефремовна[334]
- Платонова, Нина Григорьевна[329]
- Плескачевская, Зинаида Никитична[325]
- Плиев, Ахмед Эдильгиреевич[337]
- Пожарский, Александр Алексеевич[316]
- Полозова, Тамара Дмитриевна[284]
- Полянский, Виктор Миронович[313]
- Пономарев, Алексей Кондратьевич[319]
- Постнов, Василий Александрович[286]
- Пржигодская, Любовь Ивановна[315]
- Пронин, Александр Семенович[305]
- Проселков, Василий Прохорович[285]
- Пузанков, Александр Егорович[330]
- Пучков, Алексей Сергеевич[349]
- Пятышева, Наталия Валентиновна[329]
- Рафаилов, Михаил Рафаилович[304]
- Раушенбах, Вера Михайловна[329]
- Ревнивцева, Ольга Петровна[306]
- Роженко, Мария Дмитриевна[327]
- Романова, Елена Сергеевна[327]
- Рубан, Пётр Макарович[333]
- Рубель, Афанасий Васильевич[326]
- Рудаков, Владимир Георгиевич[296]
- Рудакова, Евгения Николаевна[281]
- Руденко, Илларион Онисимович[284]
- Руденко, Надежда Ивановна[284]
- Русанов, Василий Иванович[293]
- Рыбакова, Софья Борисовна[297]
- Рябышев, Василий Иванович[299]
- Савельев, Сергей Григорьевич[284]
- Савин, Михаил Иванович[350]
- Сайфуллина, Хадича Резаевна[301]
- Самовалов, Александр Константинович[296]
- Свиридов, Петр Максимович[315]
- Севастьянова, Эсфирь Сергеевна[297]
- Северин, Евгений Евгеньевич[325]
- Северный, Яков Лукич[288]
- Седова, Валентина Эдуардовна[297]
- Селегей, Павел Евдокимович[279]
- Сергеев, Анатолий Иванович[330]
- Скачкова, Татьяна Алексеевна[286]
- Слабаков, Борис Иванович[298]
- Слуцкая, Елена Павловна[349]
- Слецкер, Наум Афанасьевич[303]
- Соболев, Дмитрий Михайлович[306]
- Соколов, Сергей Илларионович[334]
- Соломеин, Владимир Михайлович[315]
- Сорокина, Юлия Михайловна[298]
- Сошина, Наталья Карловна[303]
- Степанов, Евгений Владимирович[317]
- Стрельникова, Ирина Владимировна[347]
- Сукач, Григорий Дмитриевич[312]
- Сурмилло, Сергей Дмитриевич[314]
- Сысоева, Валентина Михайловна[341]
- Требнев, Александр Николаевич[297]
- Тер-Захарьян, Роза Ивановна[309]
- Тиссе, Людмила Казимировна[282]
- Титова, Нина Павловна[348]
- Тихонова, Мария Васильевна[312]
- Токарев, Василий Афанасьевич[284]
- Торопов, Леонид Федорович[282]
- Трубникова, Нина Владимировна[329]
- Тургеев, Хасан Халимович[307]
- Туркин, Иван Никанорович[351]
- Фёдоров, Александр Александрович[344]
- Федотов, Прохор Анисимович[330]
- Филатова, Клавдия Ивановна[299]
- Филипоненко, Александр Филиппович[322]
- Фристова, Валентина Михайловна[312]
- Фомин, Дмитрий Андреевич[282]
- Фомичева, Прасковья Андреевна[315]
- Фрезе, Эрвин Петрович[325]
- Фролова, Любовь Полуэктовна[279]
- Харчев, Георгий Васильевич[297]
- Хвалебнова, Ольга Александровна[339]
- Хохлов, Виктор Константинович[352]
- Хаджиев, Измаил Магометович[340]
- Цветков, Иван Иванович[353]
- Цимберова, Анна Михайловна[294]
- Черноморская, Людмила Александровна[330]
- Чикин, Леонид Андреевич[299]
- Чинарян, Иван Михайлович[321]
- Чуканов, Сергей Иванович[354]
- Чуков, Владимир Григорьевич[344]
- Чурсин, Николай Титович[348]
- Шаборкина, Татьяна Григорьевна[322]
- Шакирзянова, Дайма Сулеймановна[312]
- Шаровский, Вячеслав Ричардович[299]
- Шахалдян, Грант Григорьевич[286]
- Шеляпина, Нина Георгиевна[298]
- Шестаков, Афанасий Федорович[289]
- Ширяев, Кирилл Иванович[339]
- Шмигельская, Елена Васильевна[306]
- Шмуклер, Антонина Витальевна[325]
- Шнейдер, Александр Георгиевич[294]
- Шутов, Георгий Сергеевич[313]
- Щербатов, Михаил Георгиевич[308]
- Эрштрем, Андрей Альфредович[294]
- Юдин, Василий Кузьмич[290]
- Юрьян, Юрий Августович[317]
- Юсов, Борис Васильевич[322]
- Юсупов, Камиль Мухаметжанович[339]
- Яковлев, Андрей Владимирович[286]
- Яриков, Федор Андреевич[294]
- Яровиков, Виктор Степанович[308]
- Яхневич, Валентин Федорович[334]

## 1973
- Абрамов, Владимир Аркадьевич[355]
- Авдеев, Юрий Константинович[356]
- Автономов, Николай Александрович[357]
- Агафошина, Беатриса Ивановна[358]
- Аксенов, Василий Васильевич[359]
- Алексанян, Елена Ивановна[360]
- Альперт, Исаак Грегорьевич[361]
- Антонов, Николай Антонович[362]
- Арджанов, Сергей Дмитриевич[360]
- Артемов, Николай Николаевич[363]
- Артемьев, Леонид Васильевич[364]
- Асламов, Георгий Михайлович[356]
- Афанасьев, Борис Маноилович[365]
- Афанасьева, Евгения Михайловна[366]
- Бабков, Луи Лазаревич[367]
- Байда, Максим Акулович[368]
- Бакина, Галина Алексеевна[369]
- Баланенко, Юрий Иванович[370]
- Балашов, Викор Алексеевич[371]
- Балбаров, Цырен Аюржанаевич[372]
- Баранов, Алексей Васильевич[362]
- Барастова, Лидия Ивановна[370]
- Баренбаум, Лазарь Львович[373]
- Баринов, Алексей Степанович[374]
- Баташев, Владимир Владимирович[375]
- Бачалдин, Борис Николаевич[376]
- Белоус, Николай Григорьевич[377]
- Бельская, Беата Рафаиловна[378]
- Беспамятнов, Аркадий Владимирович[379]
- Бикчентаев, Анвер Гадеевич[380]
- Благовидова, Нинель Михайловна[381] (1928—2016), музыковед
- Богачев, Александр Георгиевич[382]
- Богданов, Василий Николаевич[383]
- Богданов, Николай Григорьевич[359]
- Бойцова, Анна Петровна[384]
- Болгарская, Розалия Шамсутдиновна[382]
- Болтянский, Андрей Григорьевич[385]
- Борисов, Михаил Алексеевич, издатель[382]
- Боровский, Виталий Николаевич[373]
- Бородин, Норман Михайлович[386]
- Бородин, Павел Алексеевич[387]
- Бронников, Александр Алексеевич[388]
- Брындина, Виктория Францевна[389]
- Будрина, Агата Григорьевна[390]
- Бурмистрова, Любовь Всеволодовна[391]
- Вадеев, Олег Вячеславович[369]
- Вайсборд, Самуил Маркович[392]
- Валидова, Клара Гильмутдиновна[393]
- Васильев, Вадим Кириллович[391]
- Васильев, Всеволод Иванович[394]
- Ватаман, Раиса Филипповна[395]
- Вахонин, Валентин Александрович[359]
- Величко, Мария Борисовна[382]
- Вербина, Ольга Николаевна[396]
- Верткин, Борис Яковлевич[379]
- Виленская, Кира Николаевна[397]
- Вилесов, Александр Александрович[398]
- Винокуров, Изидор Григорьевич[399]
- Власов, Валентин Матвеевич[400]
- Власов, Николай Григорьевич[401]
- Волков, Виктор Петрович[369]
- Волков, Игорь Алексеевич[402]
- Волков, Ланнит Леонид Филиппович[377]
- Вологин, Александр Федорович[402]
- Володин, Виктор Степанович[403]
- Волотовская, Нина Федоровна[387]
- Воробьев, Георгий Яковлевич[404]
- Воробьев, Стефан Никифорович[405]
- Воронина, Инга Аркадьевна[366]
- Галимова, Рауза Абдулхаевна[365]
- Галстукова, Лидия Ивановна[406]
- Ганьжин, Виктор Петрович[407]
- Ганьшин, Александр Сергеевич[408]
- Герасименко, Андрей Васильевич[359]
- Гладков, Кирилл Александрович[389]
- Глухих, Маргарита Сергеевна[367]
- Гнутов, Михаил Петрович[407]
- Говорченко, Иван Прохорович[365]
- Головин, Валерий Михайлович[409]
- Гордеев, Николай Лаврентьевич[379]
- Горицков, Георгий Иванович[399]
- Горловская, Евгения Иосифовна[395]
- Грановский, Андрей Михайлович[406]
- Грецкий, Борис Максимович[382]
- Григорьянц, Нина Нерсесовна[384]
- Грищенко, Андрей Филиппович[383]
- Гудков, Олег Иванович[410]
- Гулевич, Дмитрий Ильич[411]
- Гунгер, Игорь Феликсович[391]
- Гусак, Николай Ефимович[360]
- Гусева, Агния Ивановна[412]
- Гюне, Леонид Вернерович[399]
- Девятов, Виктор Иванович[389]
- Деревяшкин, Евгений Семенович[413]
- Дзугаев, Борис Габаевич[400]
- Добров, Семен Константинович[365]
- Долгих, Евгений Михайлович[356]
- Домрачев, Михаил Михайлович[385]
- Дорофеева, Клавдия Александровна[414]
- Дробышевский, Вячеслав Иванович[376]
- Егоров, Борис Андрианович[392]
- Егоров, Владимир Егорович[415]
- Егоров, Евгений Семенович[386]
- Елагов, Борис Тигранович[357]
- Елисеев, Игорь Васильевич[366]
- Емельянов, Иван Яковлевич[410]
- Ермаков, Михаил Ильич[412]
- Ермолаев, Валерий Сергеевич[416]
- Ефимова, Вера Александровна[364]
- Ефремова, Екатерина Григорьевна[359]
- Жемчугов, Григорий Пантелеймонович[399]
- Жигалко, Александр Семенович[417]
- Жиров, Николай Константинович[357]
- Жуковская, Алиция Леопольдовна[393]
- Завитаев, Виктор Петрович[418]
- Зайдентрегер, Моисей Акимович[419]
- Зайденшнур, Эвелина Ефимовна[408]
- Закс, Любовь Григорьевна[389]
- Закута, Моисей Аронович[420]
- Залов, Гаджи Магомедович[373]
- Зарецкий, Дмитрий Михайлович[421]
- Зацепина, Кира Сергеевна[366]
- Золотухин, Юрий Александрович[373]
- Зорин, Валентин Сергеевич[364]
- Зотова, Нина Петровна[361]
- Зулуматов, Андрей Демьянович[387]
- Зуськов, Семен Александрович[378]
- Зябкин, Михаил Дмитриевич[359]
- Иванов, Александр Дмитриевич[366]
- Иванова, Пелагея Алексеевна[356]
- Иванова, Серафима Петровна[373]
- Иванькович, Николай Филиппович[422]
- Ивлев, Алексей Акимович[371]
- Ильин, Виктор Николаевич[357]
- Ильина, Ольга Александровна[366]
- Индурский, Семён Давыдович[383]
- Иноземцев, Пётр Семёнович[423]
- Исакова, Фаина Михайловна[418]
- Казаков, Евгений Михайлович[424]
- Казец, Николай Иванович[391]
- Калашнев, Филипп Васильевич[378]
- Калякин, Георгий Алексеевич[386]
- Камчатов, Борис Алексеевич[357]
- Кан, Илья Леопольдович[379]
- Карпов, Андрей Андреевич (1916—1977), театровед, музыкальный критик[410]
- Касаткин, Александр Константинович[409]
- Качкаева, Александра Васильевна[396]
- Киселев, Валентин Григорьевич[376]
- Киселев, Василий Александрович[422]
- Клинова, Валентина Ивановна[402]
- Ключарева, Таисия Васильевна[407]
- Княжин, Михаил Нестерович[396]
- Князев, Аркадий Николаевич[387]
- Князева, Кира Пантелеймоновна[396]
- Ковалев, Никита Сергеевич[368]
- Кокжаян, Юрий (Георгий) Левонович[367]
- Колот, Владимир Минович[425]
- Колубаев, Виктор Александрович[367]
- Кондрашова, Клавдия Петровна[368]
- Конева, Мария Константиновна[370]
- Коновалов, Иван Петрович[360]
- Коренблюм, Григорий Абрамович[410]
- Коровин, Аркадий Федорович[378]
- Коршунов, Владимир Никифорович[426]
- Костикова, Елизавета Андреевна[385]
- Костин, Алексей Вениаминович[427]
- Костылева, Нина Николаевна[395]
- Кошелев, Константин Дмитриевич[390]
- Кривошеева, Александра Дмитриевна[399]
- Круглянский, Михаил Рувимович[408]
- Крупеников, Лев Александрович[428]
- Кручинин, Александр Васильевич[402]
- Крылова, Мария Иосифовна[385]
- Кудашев, Алексей Иванович[376]
- Кудрявцев, Валентин Кириллович[364]
- Кудряков, Владимир Николаевич[372]
- Кузмерж, Лев Николаевич[372]
- Кузнецова, Любовь Петровна[401]
- Кузьмин, Михаил Александрович[359] (1920—1989) — старший художник по свету в Русском драматическом театре Чувашской АССР (Чебоксары)
- Кулешов, Иван Михайлович[423]
- Курган, Виктор Герасимович[383]
- Куренцов, Валентин Павлович[391]
- Кучин, Николай Митрофанович[429]
- Лаврова, Людмила Борисовна[366]
- Ладоха, Александра Макаровна[387]
- Лазарева, Ольга Антоновна[358]
- Лебедев, Константин Арсентьевич[393]
- Лейкин, Наум Борисович[373]
- Лелюхин, Борис Иванович[410]
- Леонтьев, Валентин Николаевич[408]
- Лесоючевский, Николай Васильевич[382]
- Литвинов, Николай Андреевич[400]
- Лаборев, Григорий Поликарпович[370]
- Лобко, Лидия Ивановна[430]
- Лонгинов, Евгений Филаретович[409]
- Лосев, Лев Федорович[368]
- Лосева, Сарра Артуровна[358]
- Луговой, Василий Тихонович[416]
- Маграчев, Абрам Изараилевич[367]
- Макаров, Виктор Михайлович[431]
- Македонская, Ирина Владимировна[366]
- Макеева, Любовь Михайловна[398]
- Малышев, Иван Матвеевич[430]
- Мальцев, Борис Васильевич[391]
- Мальцев, Георгий Александрович[415]
- Мамлеев, Борис Иванович[428]
- Маржецкий, Виктор Владиславович[432]
- Мартиросян, Грант Мартынович[433]
- Марфицина, Раиса Артемьевна[434]
- Матвеева, Антонина Ивановна[359]
- Матвеева, Нина Алексеевна[434]
- Медведев, Александр Иванович[435]
- Медведев, Всеволод Дмитриевич[394]
- Мельников, Андрей Семенович[361]
- Мельникова, Эмилия Федотовна[423]
- Мешков, Леонид Карпович[380]
- Миловидов, Борис Васильевич[393]
- Мироненко, Иван Федорович[436]
- Митрохин, Владимир Сергеевич[410]
- Мишин, Дмитрий Архипович[366]
- Молодцов, Валентин Васильевич[393]
- Мордовин, Виктор Иванович[428]
- Мочалов, Аркадий Михайлович[398]
- Мурашова, Любовь Григорьевна[424]
- Муртазина, Миляуша Галеевна[384]
- Мякиш, Василий Никифорович[385]
- Наумов, Павел Алексеевич[405]
- Небуко, Алексей Прокофьевич[382]
- Негинский, Семен Абрамович[386]
- Негодина, Александра Тихоновна[393]
- Нечаев, Константин Иванович[414]
- Никитина, Елена Петровна[389]
- Новиков, Иван Георгиевич[411]
- Новиков, Степан Илларионович[356]
- Олигов, Владимир Александрович[406]
- Осиновский, Даниил Абелевич[413]
- Остапенко, Григорий Яковлевич[407]
- Павлов, Сергей Григорьевич[370]
- Панов, Борис Константинович[400]
- Парамонов, Анатолий Васильевич[387]
- Перелыгина, Полина Тимофеевна[406]
- Пестова, Лидия Ивановна[437]
- Петренко, Михаил Тимофеевич[432]
- Петрищев, Иван Иванович[369]
- Петров, Владимир Ксенофонтович[358]
- Петров, Пётр Артемьевич[360]
- Петрова, Екатерина Михайловна[421]
- Петрова, Ирина Глебовна[415]
- Петрунина, Мария Дмитриевна[430]
- Пигарев, Кирилл Васильевич[399]
- Писарская, Людмила Васильевна[374]
- Плоцкая, Лидия Павловна[415]
- Погодин, Петр Александрович[357]
- Поздняев, Константин Иванович[438]
- Покровский, Николай Дмитриевич[432]
- Пономарев, Семен Григорьевич[391]
- Попов, Серафим Алексеевич[401]
- Портер, Лев Михайлович[377]
- Привезенцев, Владимир Андреевич[379]
- Прокофьев, Андрей Григорьевич[357]
- Пустовойт, Николай Васильевич[439]
- Пылев, Станислав Семенович[440]
- Пятницкая, Ирина Александровна[387]
- Равлунович, Надежда Ивановна[414]
- Разумова, Елена Евгеньевна[369]
- Райцын-Самойлов, Леонид Семенович[418]
- Ратовицкий, Моисей Владимирович[360]
- Резвова, Тамара Дмитриевна[376]
- Резникова, Надежда Федоровна[368]
- Рогаль, Николай Митрофанович[376]
- Родионов, Николай Ильич[359]
- Розанов, Михаил Васильевич[359]
- Романов, Геннадий Антонович[436]
- Романов, Сергей Васильевич[400]
- Руссо, Вера Васильевна[410]
- Рябчуков, Евгений Арсентьевич[441]
- Рязанцева, Неонила Алексеевна[357]
- Савченко, Людмила Георгиевна[356]
- Саломатин, Александр Михайлович[409]
- Саморокова, Валерия Сергеевна[366]
- Самойленко, Василий Романович[357]
- Самойло, Кира Александровна[373]
- Самсонов, Василий Архипович[396]
- Сапожников, Борис Николаевич[436]
- Сафронов, Иван Кузьмич[368]
- Свистунов, Валентин Иванович[411]
- Селезнев, Борис Николаевич[369]
- Серебряный, Яков Моисеевич[416]
- Серова, Мария Ивановна[418]
- Сидорович, Сергей Александрович[400]
- Скорино, Людмила Ивановна[416]
- Скрипкин, Алексей Тимофеевич[427]
- Слобожанинов, Борис Васильевич[415]
- Слукин, Валентин Иванович[369]
- Смирнов, Борис Кириллович[368]
- Смирнов, Василий Петрович[393]
- Совин, Владимир Васильевич[407]
- Соколов, Александр Иванович[392]
- Соколов, Арсений Петрович[432]
- Соколов, Геннадий Иванович[442]
- Соллогуб, Алексей Васильевич[366]
- Сорокин, Лев Леонидович[415]
- Сорокин, Михаил Иванович[434]
- Сошникова, Антонина Дмитриевна[391]
- Спирин, Максим Евстигнеевич[356]
- Староградская, Ариадна Борисовна[419]
- Стародубровская, Галина Николаевна[387]
- Степанов, Виктор Павлович[368]
- Степунин, Алексей Николаевич[391]
- Стуков, Анатолий Евгеньевич[434]
- Султанов, Вениамин Иванович[412]
- Сыромятникова, Эльвира Константиновна[415]
- Сытин, Виктор Александрович[419]
- Тарасенко, Николай Михайлович[437]
- Тепферов, Виктор Дмитриевич[443]
- Терехов, Анатолий Иванович[371]
- Тилькун, Иван Федорович[437]
- Тимофеев, Анатолий Анатольевич[378]
- Тимофеев, Василий Васильевич[393]
- Титов, Алексей Иванович[389]
- Толчан, Яков Моисеевич[395]
- Трапезников, Федор Федорович[400]
- Троязыков, Михаил Петрович[369]
- Турбин, Николай Николаевич[444]
- Тягай, Ефим Яковлевич[394]
- Уласовский, Борис Наумович[362]
- Урманов, Павел Иванович[411]
- Усманов, Мансур Нургалеевич[378]
- Усольцева, Наталия Николаевна[361]
- Устякин, Николай Михайлович[408]
- Ушаков, Алексей Константинович[400]
- Фазулзянов, Фатхрахман Фазулзянович[445]
- Фалинский, Александр Владимирович[410]
- Фёдоров, Михаил Александрович[405]
- Федорова, Нина Васильевна[393]
- Федоровская, Валентина Ивановна[395]
- Федотов, Леонид Петрович[374]
- Филимонова, Александра Семеновна[379]
- Фридман, Самуил Исаакович[416]
- Фролова, Таисия Михайловна[385]
- Футлик, Лев Иудович[390]
- Халяпина, Зинаида Ивановна[356]
- Харитонова, Анна Лукинична[373]
- Харламов, Владимир Григорьевич[423]
- Хасанова, Асия Фаридовна[416]
- Хижняков, Василий Иванович[402]
- Ходжаева, Антонина Матвеевна[411]
- Хренов, Григорий Гаврилович[370]
- Цешковская, Татьяна Антоновна[434]
- Цильштейн, Александр Иосифович[436]
- Цхомелидзе, Галина Николаевна[402]
- Чекини, Луис Маринович[411]
- Череватый, Анатолий Андреевич[360]
- Чернова-Новикова, Клавдия Павловна[446]
- Черняк, Александр Александрович[388]
- Чернякова, Галина Михайловна[423]
- Чиков, Николай Филиппович[400]
- Чиграй, Василий Дмитриевич[378]
- Чураков, Николай Дмитриевич[394]
- Шателен, Мария Михайловна[418]
- Шишкина, Нина Степановна[401]
- Школьников, Валентин Маркович[412]
- Шпаков, Анатолий Петрович[387]
- Штанаков, Иван Салбакович[398]
- Шумилов, Анатолий Константинович[434]
- Шурлаков, Петр Афанасьевич[416]
- Шухман, Валентина Ароновна[366]
- Эпштейн, Минна Моисеевна[398]
- Юдин, Герман Васильевич[380]
- Юнкман, Эммануил Кондратьевич, (1925—2007), композитор[361]
- Юренева, Тамара Иосифовна[401]
- Яковенко, Людмила Михайловна[379]
- Яхин, Альберт Гатинович[447]
- Ященко, Иван Максимович[422]

## 1974
- Абгафорова, Александра Ивановна[448]
- Агеев, Владимир Юрьевич[449]
- Аксенова, Ирина Владимировна[450]
- Александрин, Михаил Сергеевич[451]
- Александров, Виктор Павлович[452]
- Александров, Михаил Владимирович[453]
- Александров, Михаил Михайлович[454]
- Алексеев, Владимир Кириллович[455]
- Алентьева, Наталья Сергеевна[456]
- Алешин, Владимир Сергеевич[457]
- Амелина, Антонина Александровна[458]
- Андреев, Лев Васильевич[459]
- Андреева, Мария Ивановна[460]
- Андрухаев, Джайтамир Сефербиевич[461]
- Анощенко, Александр Николаевич[449]
- Ануфриева, Лидия Ивановна[461]
- Арецкий, Борис Соломонович (1907—1978), кинооператор[449]
- Аркадьев, Виталий Андреевич[462]
- Арсеньев, Алексей Алексеевич[463]
- Архипенко, Владимир Кузьмич[459]
- Астахов, Виктор Андреевич[464]
- Астахов, Вячеслав Иванович[465]
- Ашкинази, Александр Соломонович[449]
- Бабичев, Илья Прокофьевич[458]
- Багров, Анатолий Ефимович[466]
- Байкова, Тамара Алексеевна[464]
- Баклыков, Геннадий Петрович[450]
- Балашова, Тамара Васильевна[467]
- Баранов, Константин Васильевич[468]
- Барбин, Виктор Максимович[469]
- Басов, Леонид Васильевич[449]
- Батанова, Алимпиада Федоровна[470]
- Безбабичев, Федор Федорович[471]
- Белкин, Борис Захарович[472]
- Белолипецкая, Евдокия Петровна[473]
- Беляев, Виктор Васильевич[474]
- Бендерин, Дмитрий Петрович[458]
- Березкин, Георгий Андреевич[468]
- Берлянд, Григорий Ефимович[475]
- Бескоровайный, Андрей Иванович[476]
- Бианки, Валентина Львовна[477]
- Биденко, Михаил Федорович[448]
- Битов, Олег Георгиевич[478]
- Богаткова, Лидия Николаевна[479]
- Богачева, Татьяна Григорьевна[458]
- Богданкевич, Юлия Владиславовна[480]
- Богданов, Владимир Павлович[481]
- Богданов, Игорь Владимирович[482]
- Богданова, Донара Филаретовна[477]
- Бойко, Лев Николаевич[459]
- Болотникова, Анна Григорьевна[451]
- Болховитинов, Виктор Николаевич[483]
- Большаков, Федор Васильевич[468]
- Бондаренко, Сергей Никифорович[455]
- Боровкова, Вера Петровна[452]
- Бородин, Григорий Аркадьевич[484]
- Бородин, Николай Григорьевич[457]
- Бородин, Петр Дмитриевич[456]
- Бородуля, Александр Ильич[485]
- Борухина, Мария Леонтьевна[486]
- Борцов, Виталий Михайлович[454]
- Борщенко, Екатерина Евгеньевна[448]
- Бринберг, Борис Яковлевич[487]
- Булгаков, Евгений Николаевич[488]
- Бурлакова, Таисия Николаевна[489]
- Бурмистров, Павел Федорович[456]
- Буров, Константин Михайлович[486]
- Бутенко, Лидия Ильинична[490]
- Бутрименко, Василий Иванович[469]
- Буханик, Анатолий Иванович[485]
- Буцан, Ярослав Иванович[468]
- Варенцов, Юрий Николаевич[448]
- Васильев, Владимир Николаевич[463]
- Васильев, Владимир Сергеевич[491]
- Васильев, Кирилл Иванович[492]
- Васильева, Седа Тиграновна[493]
- Ведерников, Игорь Николаевич[494]
- Верховский, Исаак Самойлович[468]
- Визгина, Валентина Ивановна[495]
- Виноградный, Михаил Яковлевич[496]
- Винокуров, Абрам Цайлович[449]
- Владимирский, Николай Михайлович[454]
- Войтецкий, Виталий Пантелеймонович[457]
- Волк, Эдуард Юлианович[457]
- Волкова, Валентина Ивановна[466]
- Володская, Юлия Семеновна[496]
- Волосатов, Виктор Сергеевич[472]
- Воробьев, Алексей Васильевич[458]
- Воронин, Иван Алексеевич[468]
- Воронков, Сергей Петрович[449]
- Воронов, Борис Владимирович[471]
- Воронова, Анна Ивановна[469]
- Воронцова, Анна Николаевна[480]
- Гавашели, Шалва Александрович[460]
- Гайдай, Лариса Васильевна[466]
- Гензель, Адольф Рудольфович[466]
- Герасимов, Петр Максимович[497]
- Гилевич, Лидия Васильевна[466]
- Голиков, Василий Михайлович[498]
- Голубкова, Валентина Алексеевна[457]
- Гончарова, Лидия Николаевна[468]
- Горобцова, Валентина Григорьевна[499]
- Горячев, Александр Яковлевич[472]
- Грач-Гашинский, Михаил Ефимович[470]
- Гречанинов, Виктор Николаевич[500]
- Григорьева, Зинаида Тимофеевна[501]
- Гринберг, Юрий Давыдович[473]
- Гришаева, Александра Николаевна[502]
- Гришин, Алексей Акимович[470]
- Гужова, Антонина Петровна[503]
- Гузанова, Галина Дмитриевна[504]
- Гурвич, Лев Исаич[505]
- Гурков, Александр Васильевич[467]
- Гусаченко, Николай Никифорович[506]
- Давидян, Георгий Мартиросович[507]
- Данилова, Александра Сергеевна[449]
- Дедов, Александр Михайлович[473]
- Дементьева, Марианна Леонидовна[508]
- Демин, Анатолий Александрович[509]
- Демин, Иван Яковлевич[510]
- Демьяненко, Иван Иосифович[493]
- Деревянко, Анатолий Иванович[507]
- Дмитрусенко, Захар Иванович[451]
- Докин, Александр Савельевич[511]
- Долженко, Андрей Гаврилович[512]
- Дружинин, Серафим Николаевич[481]
- Дубровин, Борис Алексеевич[513]
- Дудин, Борис Иванович[493]
- Дудкин, Борис Петрович[506]
- Дукшт, Борис Александрвоич[457]
- Дуленко, Валентина Сергеевна[474]
- Евстифеев, Владимир Иванович[453]
- Ездаков, Лев Никифорович[514]
- Елизаренко, Сергей Семенович[515]
- Ельникова, Мария Ивановна[463]
- Жарковский, Иосиф Ильич[467]
- Жданов, Василий Иванович[464]
- Жданов, Мидхат Хабибрахманович[457]
- Жур, Петр Владимирович[478]
- Журавлёва, Клавдия Степановна[516]
- Забелина, Елизавета Абрамовна[517]
- Залбштейн, Дмитрий Иосифович[449]
- Зарвирова, Мария Ефимовна[499]
- Затирка, Ицек Лейб Шлёмович[449]
- Захаренко, Варвара Ефимовна[479]
- Зварич, Владимир Михайлович[480]
- Звонков, Яков Георгиевич[457]
- Зельма, Георгий Анатольевич[512]
- Зилов, Михаил Сергеевич[472]
- Золотова, Ольга Андреевна[455]
- Зорин, Николай Петрович[515]
- Зотиков, Юрий Владимирович[516]
- Зубков, Георгий Иванович[466]
- Зуева, Зоя Степановна[480]
- Иванов, Евгений Павлович[495]
- Иванов, Иван Всеволодович[513]
- Иванов, Николай Александрович[449]
- Иванов, Сергей Александрович[458]
- Ильин, Анатолий Николаевич[473]
- Ингор, Михаил Лазаревич[473]
- Индлина, Евгения Ивановна[449]
- Ишмухаметов, Ибрагим Гаязович[518]
- Кадочникова, Тамара Сильверстовна[510]
- Кажлаев, Давуд Гажиевич[485]
- Казанцев, Александр Игнатьевич[466]
- Кайнова, Маргарита Андреевна[470]
- Калашников, Илья Арсентьевич[499]
- Калишевский, Виктор Станиславович[460]
- Калмыков, Георгий Терентьевич[472]
- Караваев, Степан Иванович[448]
- Кара-Дэмур, Сократ Сетович[451]
- Караев, Осман Хасанович[449]
- Карганова, Екатерина Георгиевна[512]
- Карпова, Зоя Николаевна[510]
- Карцев, Виталий Александрвоич[458]
- Катаева, Галина Васильевна[468]
- Ким, Григорий Федорович[519]
- Ким, Дек Чун[519]
- Кирюхин, Николай Кузьмич[486]
- Кислицина, Маргарита Степановна[472]
- Климов, Владимир Алексеевич[458]
- Клягин, Василий Егорович[453]
- Кобринец, Сергей НИколаевич[486]
- Ковалев, Гавриил Никифорович[460]
- Ковалева, Анна Васильевна[451]
- Козельский, Петр Николаевич[470]
- Козлов, Михаил Алексеевич[520]
- Козырев, Михаил Мартемьянович[487]
- Козырев, Федор Николаевич[521]
- Колесникова, Александра Аведисовна[522]
- Колмыков, Степан Яковлевич[481]
- Коломенский, Фотей Тимофеевич[471]
- Колосов, Владимир Иванович[468]
- Колпаков, Сергей Сергеевич[508]
- Комаров, Константин Ефимович[523]
- Комаров, Павел Дмитриевич[464]
- Кондрашев, Георгий Филимонович[460]
- Конобеев, Василий Николаевич[506]
- Кончихина, Антонина Ивановна[453]
- Корешникова, Надежда Федоровна[470]
- Корнилова, Зоя Николаевна[468]
- Коробков, Владимир Андреевич[488]
- Королева, Нина Павловна[456]
- Корчемкин, Владимир Сергеевич[488]
- Косенко, Екатерина Васильевна[522]
- Костров, Михаил Степанович[523]
- Котова, Валентина Ивановна[473]
- Кошелев, Сергей Петрович[457]
- Кошкина, Лидия Александровна[524]
- Кремер, Анатолий Львович[517]
- Кремнев, Борис Григорьевич[449]
- Крутьковский, Владимир Кириллович[455]
- Крылов, Евгений Павлович[470]
- Крылова, Тамара Васильевна[489]
- Кудрявцев, Константин Константинович[525]
- Кужелева, Валентина Михайловна[526]
- Кузнецов, Николай Николаевич[463]
- Кузьмин, Василий Петрович[484]
- Кулагин, Николай Александрович[527]
- Кунецкая, Людмила Ивановна[528]
- Кунин, Михаил Ефимович[503]
- Кунова, Наталия Алексеевна[463]
- Курис, Семен Михайлович[471]
- Кусакова, Людмила Михайловна[449]
- Лавут, Абрам Самойлович[489]
- Лазаров, Хасан Газакович[496]
- Лаипанов, Саид Зекерьяевич[526]
- Лапенкова, Анастасия Федоровна[485]
- Лаптев, Юрий Григорьевич[522]
- Ларионов, Савелий Семенович[529]
- Латохин, Константин Васильевич[529]
- Лебедева, Маргарита Яновна[458]
- Левинский, Александр Петрович (1923— ?), театральный деятель, артист[495]
- Левченко, Евгений Михайлович[472]
- Левштейн, Михаил Иосифович[448]
- Леканов, Федор Иванович[502]
- Леонтьева, Екатерина Ивановна[495]
- Леопа, Ольга Илларионовна[480]
- Лепешкин, Федор Николаевич[453]
- Ли, Федор[485]
- Лисин, Николай Григорьевич[530]
- Лисовская, Клавдия Федоровна[463]
- Литвиненко, Иван Иванович[531]
- Литвинов, Владимир Давыдович[469]
- Лобашева, Ирина Николаевна[472]
- Лобковская, Нина Алексеевна[458]
- Ломко, Яков Алексеевич[488]
- Лоскутова, Таисия Ивановна[527]
- Лукашина, Мария Васильевна[489]
- Лушников, Фёдор Афанасьевич[476]
- Львов, Лев Степанович[515]
- Лютинская, Валентина Ивановна[468]
- Маврин, Иван Андреевич[484]
- Макаров, Владимир Николаевич[466]
- Макарова, Любовь Ефимовна[470]
- Максимов, Арсений Павлович[458]
- Малиновкина, Екатерина Алексеевна[504]
- Малыхин, Владимир Георгиевич[527]
- Марголин, Семён Семёнович[456]
- Маркарова, Маргарита Григорьевна[530]
- Марков, Владимир Афанасьевич[532]
- Маркова, Надежда Николаевна[468]
- Мартюшова, Генриетта Ивановна[495]
- Марченко, Павел Федосеевич[489]
- Марьяхин, Семён Михайлович[449]
- Маслов, Андрей Дмитриевич[454]
- Махалов, Михаил Николаевич[508]
- Маштакова, Клара Александровна[528]
- Медведев, Пётр Иванович[474]
- Мелкишева, Мария Алексеевна[509]
- Меньшикова, Зинаида Ивановна[516]
- Менякин, Алексей Павлович[474]
- Меркулов, Юрий Леонидович[469]
- Метелицын, Николай Михайлович[451]
- Мещанинова, Антонина Антоновна[470]
- Минервин, Сергей Петрович[449]
- Миранский, Анатолий Леонидович[457]
- Миронова, Раиса Алексеевна[531]
- Михайлов, Виктор Павлович[471]
- Михайлов, Николай Михайлович[471]
- Мишин, Фёдор Васильевич[468]
- Монахова, Маргарита Михайловна[448]
- Москалева, Любовь Алексеевна[510]
- Москвитина, Тамара Александровна[474]
- Московская, Зинаида Георгиевна[513]
- Муранова, Мария Давыдовна[507]
- Мусинов, Владимир Михайлович[505]
- Мустафаев, Эхсан Мамед-Эминович[495]
- Мяздриков, Николай Иванович[513]
- Мясков, Рафаэль Иванович[472]
- Надеждина, Татьяна Ильинична[524]
- Напреенко, Людмила Васильевна[487]
- Некрасов, Вадим Николаевич[486]
- Немченок, Шая Менделевич[473]
- Никитин, Пётр Ерофеевич[480]
- Никифоров, Николай Павлович[533]
- Никонов, Виктор Михайлович[458]
- Никулина, Прасковья Павловна[454]
- Новиков, Вячеслав Павлович[531]
- Новиков, Фёдор Евстропович[463]
- Новикова, Татьяна Фёдоровна[460]
- Новицкий, Лазарь Семёнович[452]
- Нолле, Александр Петрович[527]
- Носова, Тамара Александровна[486]
- Павлова, Анна Александровна[534]
- Павловский, Борис Иосифович[506]
- Палагина, Полина Илларионовна[485]
- Патеновский, Георгий Владимирович[449]
- Пашков, Михаил Васильевич[458]
- Певзнер, Моисей Наумович[452]
- Пекуровский, Ефим Борисович[481]
- Перелетова, Варвара Владимировна[468]
- Пескова, Анна Васильевна[511]
- Петай, Марина Николаевна[453]
- Петрова, Тамара Дмитриевна[470]
- Петрова, Тамара Ивановна[464]
- Печиева, Людмила Зиновьевна[449]
- Пилиповский, Яков Моисеевич[478]
- Пилипчук, Сергей Николаевич[523]
- Подгорная, Зинаида Ивановна[502]
- Подкладкин, Алексей Филиппович[499]
- Поднебесная, Анна Клавдиевна[470]
- Подольский, Анатолий Сергеевич[471]
- Полевой, Гарри Николаевич[455]
- Полищук, Евелина Александровна[469]
- Полянчев, Владимир Иванович[488]
- Попенко, Иван Васильевич[481]
- Попова, Клара Викторовна[502]
- Порошин, Владимир Михайлович[481]
- Постников, Леонард Дмитриевич[505]
- Потапов, Анатолий Георгиевич[480]
- Потемин, Алексей Иванович[453]
- Преображенский, Борис Владимирович[511]
- Прокопьев, Юрий Николаевич[535]
- Просянкин, Михаил Иванович[530]
- Пудков, Дмитрий Павлович[458]
- Пшеничный, Василий Фёдорович[469]
- Пыжов, Игнатий Павлович[457]
- Пышкина, Татьяна Алексеевна[448]
- Раввин, Исаак Владимирович[524]
- Рагино, Георгий Янович[522]
- Регинская, Наталья Владимировна[466]
- Ренков, Александр Степанович (1917—1990), кинооператор киностудии «Мосфильм»[449]
- Ржевский, Тимофей Борисович[474]
- Рогачевский, Михаил Лазаревич[480]
- Родионов, Виктор Николаевич[460]
- Родригес, Мендиета Исидро[529]
- Розенфельд, Сарра Григорьевна[468]
- Рой, Василий Андреевич[460]
- Ройтбурд, Абрам Самойлович[534]
- Романова, Мария Дмитриевна[495]
- Ронкин, Яков Литманович[472]
- Ростовщиков, Виктор Борисович[458]
- Рочко, Виталий Наумович[512]
- Рощина, Нина Ефимовна[478]
- Ругоев, Яков Васильевич[494]
- Рузанов, Иван Васильевич[536]
- Русанов, Евгений Яковлевич[522]
- Сабатина, Елена Никитична[511]
- Самарин, Герман Иванович[468]
- Саркисян, Руфина Васильевна[454]
- Саурина, Татьяна Васильевна[496]
- Светцов, Владимир Никитич[490]
- Сгибнев, Александр Андреевич[476]
- Семёнова, Мария Петровна[448]
- Сенаторов, Александр Андреевич[525]
- Сенягина, Татьяна Николаевна[458]
- Сергеев, Александр Николаевич[476]
- Сергеев, Алексей Сергеевич[537]
- Сергеев, Борис Викторович[490]
- Сердериди, Юрий Иванович[451]
- Сеченова, Евгения Ивановна[538]
- Сидельников, Иван Иванович[476]
- Сидоров, Николай Иванович[453]
- Сидорцева, Вера Сергеевна[472]
- Синилкина, Анна Ильинична[539]
- Ситников, Борис Ильич[527]
- Скальный, Степан Доминикович[508]
- Сластина, Генриэтта Анатольевна[502]
- Слынько, Елизавета Петровна[497]
- Смирнов, Борис Николаевич[494]
- Смирнов, Георгий Николаевич[457]
- Смирнова, Галина Степановна[452]
- Смирнова, Таисия Алексеевна[494]
- Смирнова, Татьяна Сергеевна[484]
- Соболев, Валентин Борисович[486]
- Соловьева, Нина Николаевна[452]
- Солонин, Павел Николаевич[484]
- Сомов, Виталий Сергеевич[481]
- Сорина, Светлана Ефимовна[468]
- Сорокина, Алла Петровна[455]
- Спихнулин, Николай Иванович[540]
- Ставицкий, Захар Иванович[448]
- Станчиц, Борис Афанасьевич[490]
- Сташевская, Евгения Леонидовна[508]
- Степанов, Михаил Николаевич[541]
- Степанова, Мария Николаевна[480]
- Сунчугашева, Клара Ефимовна[466]
- Сурикова, Валентина Сергеевна[469]
- Суслов, Вольт Николаевич[477]
- Сыроваткин, Александр Николаевич[508]
- Сыроваткин, Иван Дмитриевич[520]
- Тамбеева, Джаннет Атушевна[449]
- Тарасов, Николай Александрович[524]
- Телятник, Семён Матвеевич[468]
- Темин, Виктор Антонович[481]
- Темкина, Валентина Васильевна[468]
- Терентьева, Надежда Ивановна[507]
- Терехина, Ирина Константиновна[458]
- Тимофеев, Юрий Николаевич[511]
- Тимофеева-Рясовская, Мария Николаевна[449]
- Тихенко, Римма Дмитриевна[463]
- Ткачев, Валентин Александрович[468]
- Тобак, Эсфирь Вениаминовна[449]
- Толмачев, Анатолий Васильевич[488]
- Толстая, Вера Дмитриевна[474]
- Томашевич, Климентий Николаевич[510]
- Торба, Владимир Иванович[451]
- Тороп, Калерия Густавовна[516]
- Трахтенберг, Лев Соломонович[449]
- Трофимов, Константин Данилович[508]
- Трофимов, Николай Иванович[473]
- Трофимова, Валентина Семеновна[530]
- Трубочкин, Сергей Павлович[468]
- Трушкина, Антонина Максимовна[503]
- Тугуз, Рамазан Лилюович[494]
- Турбина, Марианна Евгеньевна[468]
- Тюккель, Виктор Эрнстович[506]
- Уваров, Павел Иванович[454]
- Ултургашев, Степан Павлович[542]
- Фаритов, Хабир Салаватович[534]
- Федоров, Вячеслав Фёдорович[461]
- Федоров, Евгений Дмитриевич[451]
- Федорова, Мария Васильевна[518]
- Федюнин, Михаил Иванович[495]
- Филатов, Илья Васильевич[543]
- Филатов, Лев Иванович[475]
- Фокин, Геннадий Николаевич[464]
- Фокина, Галина Константиновна[513]
- Фоменко, Владимир Дмитриевич[458]
- Фомичев, Андрей Алексеевич[527]
- Форофонов, Иван Фёдорович[482]
- Фрадкина, Татьяна Викторовна[530]
- Фрам, Михаил Львович[457]
- Хадаханов, Сократ Баженович[452]
- Хайкин, Хайм Моисеевич (1913—1997), собственный корреспондент ТАСС по Смоленской области[451]
- Хайруллин, Ядкар Гарифуллович[467]
- Хануков, Роман Манаширович[449]
- Хохлова, Галина Павловна[503]
- Хромов, Константин Сергеевич[490]
- Царёв, Василий Алексеевич[473]
- Цатурьян, Андроник Согомонович[532]
- Цветкова, Ева Марковна[508]
- Цвигун, Мария Григорьевна[511]
- Целковская, Тамара Тимофеевна[454]
- Цирнюк, Валентина Андриановна[480]
- Цыбульский, Геннадий Иосифович[468]
- Чайкин, Василий Иванович[512]
- Чаплыгин, Петр Антонович[527]
- Чебанян, Амалия Егишевна[460]
- Чеботарев, Борис Маркович[449]
- Челноков, Анатолий Петрович[504]
- Челышев, Борис Васильевич[544]
- Черная, Анна Ивановна[504]
- Чернецов, Николай Николаевич[460]
- Чернущенко, Пётр Александрович[448]
- Черняев, Юрий Дмитриевич[493]
- Чешев, Иван Сергеевич[507]
- Чугаева, Надежда Иосифовна[493]
- Чындаа, Билчир-оол Ховалыгович[526]
- Шабельников, Александр Михайлович[545]
- Шалова, Наталья Александровна[458]
- Шапорин, Феликс Кузьмич[468]
- Шаров, Лев Михайлович[531]
- Шахалова, Ирина Владимировна[463]
- Шахмуратова, Рамзия Абдрахмановна[529]
- Швидка, Мария Степановна[499]
- Шевцов, Орест Петрович[475]
- Шепотинник, Георгий Маркович[457]
- Шефов, Александр Николаевич[528]
- Шеховцова, Клавдия Петровна[527]
- Ширяев, Александр Иванович[524]
- Шишкин, Геннадий Аркадьевич[456]
- Шкутова, Нина Степановна[463]
- Шмелёва, Евгения Александровна[516]
- Шмулевич, Иосиф Гершович[508]
- Шугал, Марк Ефимович[529]
- Шульгина, Татьяна Львовна[458]
- Шурдумов, Кучук Аминович[526]
- Щербинин, Иван Александрович[480]
- Энтин, Николай Григорьевич[546]
- Юдина, Альвина Викторовна[460]
- Южаков, Виктор Иванович[504]
- Юрченко, Иван Иванович[472]
- Юшков, Гений Михайлович[503]
- Юшкова, Людмила Павловна[508]
- Яковенко, Мария Степановна[453]
- Яковлев, Николай Иванович[448]
- Якубовский, Владимир Иосифович[468]

## 1975
- Абанина, Раиса Михайловна[547]
- Абрамов, Саадья Ханухович[548]
- Авраменко, Инесса Фёдоровна[549]
- Авсенев, Всеволод Яковлевич[550]
- Авсиян, Осип Абрамович (1918—2003), советский художник, педагог[551]
- Авшалумов, Хизгил Давыдович[547]
- Агашкова, Людмила Александровна[552]
- Адамов, Иосиф Амаякович[553]
- Азов, Анатолий Мизерович[554]
- Айзенштадт, (Железнов) Леопольд Абрамович[555]
- Акатова, Мария Сергеевна[556]
- Алабушев, Иван Пантелеевич[557]
- Александрович, Степан Николаевич[547]
- Александровский, Михаил Александрович[558]
- Алексеев, Георгий Дмитриевич[559]
- Алсуфьева, Лидия Петровна[560]
- Андреев, Виктор Иванович[561]
- Андреева, Нина Алексеевна[562]
- Андрейчев, Геннадий Иванович[563]
- Арест, Яков Иссерович[554]
- Арефьева, Анастасия Петровна[564]
- Аржанов, Алексей Михайлович[565]
- Арсеньев, Вил Алексеевич[550]
- Архангельский, Анатолий Алексеевич[566]
- Архипцев, Юрий Дмитриевич[567]
- Асманская, Любовь Николаевна[556]
- Багрова, Ирина Юрьевна[568]
- Бадмаев, Алексей Балдуевич (1925—2007), писатель Калмыкии[569]
- Балакин, Александр Семенович[558]
- Балухтин, Николай Федосеевич[570]
- Бальцер, Виктор Александрович[571]
- Барабанов, Анатолий Григорьевич[572]
- Баранов, Петр Игнатьевич[558]
- Башмаков, Василий Васильевич[573]
- Безверхова, Евдокия Васильевна[556]
- Белов, Дмитрий Николаевич (1930—2005), заведующий отделом культуры исполнительного комитета Руднянского районного Совета депутатов трудящихся Смоленской области[552]
- Беляев, Николай Васильевич[548]
- Бердаков, Семён Львович[574]
- Береговой, Василий Семенович[575]
- Берестюк, Дмитрий Васильевич[574]
- Беспомощнов, Алексей Васильевич[563]
- Бливернец, Лев Андреевич[574]
- Блюдникова, Антонина Дмитриевна[576]
- Богатов, Борис Николаевич[567]
- Богуш, Григорий Михайлович[577]
- Боков, Михаил Андреевич[565]
- Болотин, Вениамин Израилевич[578]
- Болотина, Дина Иосифовна[563]
- Борисов, Геннадий Яковлевич[579]
- Борисов, Сергей Прокофьевич[580]
- Бороденкова, Вера Васильевна[581]
- Бородин, Василий Петрович[566]
- Бояркина, Валентина Анатольевна[582]
- Брагилевский, Иосиф Эммануилович[583]
- Бревнова, Нина Никандровна[552]
- Брейтбурд, Георг Самсонович[563]
- Бричковский, Леонид Андреевич[584]
- Брусиловский, Натан Евсеевич[555]
- Булатов, Алексей Иванович[565]
- Бутаков, Александр Тимофеевич[585]
- Бутров, Анатолий Владимирович[568]
- Бушкин, Алексей Георгиевич[586]
- Вавилова, Алла Павловна[571]
- Ваньят, Георгий Ильич[555]
- Васильев, Зиновий Дмитриевич[569]
- Васькина, Мария Ивановна[587]
- Вейцкин, Яков Абрамович[568]
- Видясова, Любовь Михайловна[588]
- Викторова, Зинаида Арсеньевна[566]
- Виленский, Эдуард Абрамович[589]
- Вишневский, Феликс Евгеньевич[571]
- Вишняков, Иван Александрович[582]
- Владимирова, Валентина Михайловна[590]
- Власенко, Елена Степановна[586]
- Волкова, Евгения Степановна[547]
- Волковиницер, Семён Матусович[550]
- Воронин, Иван Дмитриевич (1905—1983), советский учёный-литературовед, писатель, общественный деятель. Основоположник современного краеведения Мордовии[591]
- Вязьменский, Станислав Александрович[587]
- Гаврилов, Леонид Васильевич[592]
- Гашин, Иван Александрович[566]
- Гецольд, Евгений Сергеевич[587]
- Гинденбург, Макс Ефремович (1912—2008), советский журналист, комментатор и корреспондент[561]
- Голубева, Галина Васильевна[593]
- Гомзикова, Валентина Ильинична[594]
- Горбунов, Арнольд Матвеевич[576]
- Гордеев, Иван Григорьевич[568]
- Гостев, Алексей Иванович[595]
- Гостев, Георгий Васильевич[561]
- Гречищев, Константин Константинович[596]
- Григор, Анна Андреевна[553]
- Гришин, Валентин Иванович[596]
- Гришина, Лидия Ивановна[597]
- Гудкова, Надежда Степановна[547]
- Гузаиров, Гиндулла Валеевич[598]
- Гумеров, Марс Гилялович[567]
- Гурская, Галина Филимоновна[571]
- Гусев, Сергей Александрович[593]
- Даниленко, Александра Никитична[571]
- Датриев, Константин Угалыкович[587]
- Даурцев, Иван Васильевич[577]
- Демьянов, Николай Иванович[566]
- Дерябин, Александр Васильевич[599]
- Диканский, Юрий Львович[571]
- Дмитриев, Александр Петрович[575]
- Додонова, Агриппина Александровна[568]
- Донов, Александр Венедиктович[553]
- Достовалов, Владимир Тимофеевич[583]
- Драгунов, Георгий Петрович[579]
- Друян, Михаил Захарович (1911—2000), советский и российский оператор-постановщик мультипликационных фильмов, участник Великой Отечественной войны[600]
- Дубинец, Елена Александровна[589]
- Дубинин, Игорь Константинович[548]
- Думанян, Левон Мануилович[550]
- Евдокимов, Виктор Евгениевич[547]
- Егорова, Зоя Ивановна[601]
- Ежков, Василий Васильевич[553]
- Ерошкевич, Михаил Яковлевич[602]
- Ершов, Григорий Александрович[559]
- Ефимов, Валентин Николаевич[603]
- Ефимова, Нина Александровна[602]
- Жаринов, Александр Фёдорович[547]
- Жарков, Дмитрий Сергеевич[558]
- Жданова, Стелла Ивановна[555]
- Жегалов, Александр Иванович[575]
- Желтов, Николай Алексеевич[604]
- Жигалин, Валентин Максимович[552]
- Житлов, Сергей Дмитриевич[595]
- Жорина, Анна Георгиевна[581]
- Жук, Александр Борисович (1922—2002), художник, историк оружия[594]
- Жуков, Анатолий Александрович[575]
- Журавлёв, Николай Алексеевич[583]
- Журавлёва, Елизавета Васильевна[551]
- Журавский, Василий Александрович[550]
- Журжалина, Нина Платоновна[590]
- Зайцев, Евгений Владимирович[605]
- Замятин, Пётр Павлович (1931—2011), журналист, редактор[581]
- Занозин, Вадим Васильевич[577]
- Занорин, Герман Дмитриевич[593]
- Захаров, Сергей Корнилович[587]
- Захаров, Юрий Алексеевич[598]
- Зиборова, Полина Васильевна[596]
- Змитренко, Василий Миронович[561]
- Золотухин, Ефим Иванович[563]
- Зубарев, Валентин Алексеевич[561]
- Зубкова, Людмила Юфоновна[606]
- Иванов, Михаил Сергеевич[607]
- Игнатьева, Вера Николаевна[576]
- Игошев, Иван Алексеевич[591]
- Иевлева, Татьяна Михайловна[588]
- Изюмский, Борис Васильевич (1915—1984), советский русский писатель[608]
- Илешин, Борис Иванович[555]
- Ильин, Евгений Владимирович[569]
- Ильина, Антонида Александровна[556]
- Илюхин, Владимир Иванович[574]
- Илясова, Таисия Дмитриевна[600]
- Исаев, Михаил Пантелеевич[548]
- Исаева, Людмила Стефановна[576]
- Кавин, Александр Михайлович[565]
- Кайзер, Михаил Михайлович[603]
- Калинкин, Леонид Степанович[558]
- Калошина, Александра Васильевна[609]
- Каневский, Борис Петрович[590]
- Карамышев, Искандер Алиевич[585]
- Карев, Николай Иванович[592]
- Карлов, Анатолий Яковлевич[582]
- Карпель, Семен Григорьевич[547]
- Карпова, Мария Яковлевна[549]
- Каунов, Иван Степанович[583]
- Кеслер, Аркадий Васильевич[608]
- Киперман, Михаил Брисович[547]
- Киреева, Нина Александровна[610]
- Кирпичева, Ираида Константиновна[602]
- Клычкова, Тамара Владимировна[590]
- Ковальчук, Александр Васильевич[548]
- Ковязина, Нина Яковлевна[555]
- Козлова, Александра Егоровна[552]
- Койранская, Галина Павловна[584]
- Колесникова, Ирина Дмитриевна[601]
- Кольцов, Алексей Яковлевич[569]
- Комусиди, Владий Антонович[556]
- Константинов, Герольд Александрович[575]
- Кормашова, Мария Лавровна[608]
- Корнилова, Анна Тихоновна[573]
- Королева, Александра Васильевна[577]
- Кортуков, Константин Михайлович[556]
- Корытковский, Ольгерд Станиславович[611]
- Косова, Нина Борисовна[548]
- Косоруков, Георгий Фёдорович[580]
- Костенко, Ким Прокофьевич[550]
- Костромская, Галина Матвеевна[574]
- Котин, Валентин Семёнович[601]
- Котко, Алексей Авксентьевич[582]
- Котова, Рея Васильевна[555]
- Краско, Нинель Львовна[559]
- Крейн, Александр Зиновьевич[570]
- Крестьянинов, Андрей Михайлович[566]
- Кривошеев, Иван Григорьевич[579]
- Кроп, Арон Лазаревич[596]
- Крючкова, Надежда Дмитриевна[577]
- Кувшинов, Кузьма Родионович[595]
- Кудрявцев, Александр Захарович[547]
- Кудрявцева, Евгения Ивановна[552]
- Кудряшова, Александра Николаевна[565]
- Кудряшова, Анна Степановна[571]
- Кузнецов, Владимир Иванович[552]
- Кузьмин, Владимир Антонович[612]
- Кузьмин, Владимир Иванович[613]
- Кузьмич, Михаил Степанович[556]
- Кулаков, Николай Иванович[548]
- Кулик, Александра Андреевна[602]
- Курзаев, Александр Матвеевич[609]
- Курицын, Юрий Васильевич[547]
- Курьяков, Николай Леонтьевич[577]
- Кучумов, Анатолий Михайлович (1912—1993), музейный работник, искусствовед[608]
- Кущий, Георгий Степанович[554]
- Лазыгина, Клавдия Дмитриевна[565]
- Ланфанг, Евгений Анатольевич[550]
- Ларионова, (Чеботаревская) Тамара Александровна[557]
- Лаптев, Василий Яковлевич[550]
- Левкина, Мария Михеевна[590]
- Легран, Людмила Георгиевна[576]
- Леонович, Семён Семёнович[576]
- Лифщиц, Исаак Абрамович[614]
- Лознева, Анастасия Александровна[555]
- Лозневой, Павле Максимович[558]
- Лось, Леонид Иосифовч[601]
- Лошкарев, Александр Павлович[595]
- Лядов, Израиль Михайлович[569]
- Ляпин, Василий Григорьевич[603]
- Любомудрова, Валентина Владимировна[583]
- Макаров, Георгий Алексеевич[593]
- Макаров, Фёдор Федорович[582]
- Макин, Ярослав Михайлович[595]
- Макитов, Сафар Исхакович[575]
- Максимов, Евгений Иванович[595]
- Максимов, Николай Митрофанович[567]
- Манафов, Казим Абасович[554]
- Манькович, Давид Яковлевич[555]
- Маринов, Александр Александрович[552]
- Маркелова, Лариса Павловна[606]
- Мартынюк, Георгий Иванович (? — ?), звукооператор студии «Союзмультфильм»[602]
- Маршаков, Евгений Петрович[606]
- Маслакова, Мая Петровна[569]
- Маслов, Леонид Николаевич[595]
- Матякин, Валентин Иванович[555]
- Махов, Арсений Сергеевич[552]
- Махотин, Вольдемар Александрович[558]
- Маяцкий, Александр Иосифович[615]
- Мельникова, Вера Георгиевна[571]
- Мендкович, Илья Яковлевич[571]
- Меркулочев, Георгий Константинович[549]
- Мизерова, Нина Александровна[577]
- Миклашевская, Наталья Ивановна[609]
- Милорадович, Михаил Николаевич[556]
- Минскер, Самуил Сергеевич[582]
- Мирошкина, Раиса Фёдоровна[616]
- Мирошниченко, Яков Ефимович[617]
- Михеев, Василий Степанович[547]
- Можуховская, Елизавета Владимировна[556]
- Моисеева, Ариадна Александровна[595]
- Мороз, Анна Моисеевна[548]
- Мороз, Борис Файвышевич[609]
- Морозова, Ираида Алексеевна[548]
- Мстиславский, Александр Леонтьевич[580]
- Муравьева, Елизавета Петровна[595]
- Муругова, Анна Васильевна[550]
- Мусюк, Пётр Константинович[586]
- Муштакова, Инна Александровна[555]
- Мяздриков, Алексей Михайлович[552]
- Насыров, Ахмет Набиевич[549]
- Некрасова, Мария Ивановна[618]
- Нефедьева, Елизавета Александровна[550]
- Нешитой, Семён Иванович[550]
- Николаева, Надежда Ивановна[600]
- Новикова, Нина Григорьевна[618]
- Нятин, Семён Фёдорович[583]
- Овчарова, Ираида Александровна[596]
- Околелова, Альбина Егоровна[568]
- Орехов, Борис Александрович[619]
- Орлов, Иван Фёдорович[620]
- Орлова, Дина Шлёмовна[612]
- Островский, Аким Хаимович[569]
- Офицерова, Раиса Дмитриевна[571]
- Павлов, Владимир Николаевич[582]
- Павлов, Юрий Владимирович[557]
- Палькин, Николай Егорович[592]
- Парамошкин, Василий Ильич[549]
- Паращенко, Павел Арсентьевич[571]
- Пархоменко, Владимир Иванович[620]
- Пеккер, Рафаил Арнольдович[596]
- Петров, Василий Гаврилович[561]
- Петров, Илья Вячеславович[550]
- Пикалова, Мария Фёдоровна[584]
- Пискунов, Василий Трофимович[595]
- Пичкова, Нина Дмитриевна[583]
- Платицин, Аркадий Васильевич[556]
- Платонова, Клавдия Фёдоровна[550]
- Пожидаев, Петр Антонович[582]
- Пожидаева, Эмма Александровна[596]
- Пойлова, Клавдия Антоновна[557]
- Полицинская, Иулиана Наумовна[564]
- Полищук, Тамара Александровна[600]
- Полищук, Ян Азарович[598]
- Поляков, Александр Афанасьевич[549]
- Полякова, Александра Ивановна[555]
- Пономарева, Нина Яковлевна[590]
- Попов, Борис Никанорович[577]
- Попов, Коминт Флегонтович[581]
- Портнова, Мария Николаевна[612]
- Постнов, Константин Адамович[593]
- Постоловский, Марк Иосифович[566]
- Постремова, Татьяна Леонидовна[576]
- Потапов, Николай Максимович[555]
- Потапова, Валентина Алексеевна[561]
- Потемкина, Нина Николаевна[581]
- Привалова, Анна Геннадьевна[561]
- Прокушев, Юрий Львович (1920—2004), литературовед, литературный критик, писатель, издатель, популяризатор наследия Сергея Есенина[550]
- Просвирин, Николай Николаевич[587]
- Прудкина, Екатерина Ивановна[570] (1918—2007), заведующая режиссерским управлением МХАТ им. А. П. Чехова
- Пузанов, Анатолий Митрофанович[550]
- Пустовойтова, Александра Ивановна[595]
- Пучкова, Нинель Алексеевна[555]
- Пятунин, Александр Александрович[595]
- Тонн, Вера Константиновна (1925—2005), редактор руднянской районной газеты «Заветы Ильича», Смоленская область
- Ходенкова, Лидия Фёдоровна (1934—2001), заведующая Днепровской зональной библиотекой Новодугинского района Смоленской области

## 1976
- Кузнецов, Юрий Михайлович (1925—1981), корреспондент газеты «Известия» по Смоленской области
- Лебедев, Аркадий Григорьевич (1933—2018), старший преподаватель кафедры культуры и искусства Военно-политической академии имени В. И. Ленина
- Пидемский, Борис Михайлович (1918—2017), генеральный директор издательства «Аврора»
- Хацкевич, Исаак Израилевич (1920—2012), директор, художественный руководитель Смоленской областной филармонии

## 1977
- Матафонова, Юлия Константиновна (1931—2021), журналист, театральный критик
- Оськина, София Павловна (1922—2002), хормейстер
- Сомов, Александр Васильевич (1906—1992), партийный и государственный деятель Чувашской АССР
- Усов, Владимир Васильевич (1935—2010), заместитель редактора Смоленской областной газеты «Рабочий путь»

## 1978
- Авдеева, Миральда Ивановна (1929—2021), директор Смоленской областной детской библиотеки имени Н. К. Крупской
- Алексеев, Леонтий Алексеевич (1938—2012), журналист-публицист, работал в редакции газеты «Коммунизм ялавĕ», автор публицистических книг о проблемах села
- Анисимова, Таиса Венедиктовна (р. 1933), главный редактор комитета по телевидению и радиовещанию исполнительного комитета Смоленского областного Совета народных депутатов
- Бочковский, Анатолий Иванович (1927—2018), директор Смоленского областного драматического театра
- Воробьев, Михаил Васильевич (1928—2005), заведующий архивным отделом исполнительного комитета Смоленского областного Совета народных депутатов
- Костина, Валентина Егоровна (р. 1933), заведующая Родьковским сельским клубом Монастырщинского района Смоленской области
- Мушкина, Зоя Ивановна (р. 1941), старший киномеханик Кардымовской районной дирекции киносети Смоленской области
- Одинцов, Алексей Демидович (1924—1995), журналист, редактор[621]
- Проворов, Родриг Константинович (р. 1938), участник художественной самодеятельности, старший инженер Талашкинской птицефабрики Смоленской области
- Русаков, Владимир Афанасьевич (1933—2016), дирижёр народного коллектива оркестра русских народных инструментов Дома культуры профсоюзов (Смоленская область)

## 1979
- Востриков Николай Александрович (1923—2006), главный редактор комитета по радиовещанию и телевидению Липецкой области
- Запорожский, Иван Андреевич (1917—1993), советский оператор-кинодокументалист.
- Коршунов, Константин Максимович (1929—2001), актёр, заведующий литературно-драматической частью Марийского театра драмы имени М. Шкетана
- Орлова, Римма Вассияновна (1933—2018), заведующая Сабуровским сельским клубом Гагаринского района Смоленской области
- Смирнова, Галина Варфоломеевна (р. 1943), заведующая Мушковичской сельской библиотекой Ярцевского района Смоленской области
- Чавайн, Галина Сергеевна (1925—1985), телевизионный режиссёр Марийского телевидения

## 1980
- Баранова, Ирина Ивановна (р. 1934), директор Государственного музея этнографии народов СССР (ныне — Российский этнографический музей)[622]
- Бушуева, Нина Фёдоровна (1929—2021), киномеханик Вяземской районной дирекции кинофильмов Смоленской области
- Даушев, Асаф Исмагилович (1932—2006), хормейстер
- Доброхотова, Людмила Сергеевна (1927—2016), заместитель директора Смоленской областной библиотеки имени В. И. Ленина
- Захаров, Михаил Захарович (1926—2002), киномеханик Звениговской районной киносети Марийской АССР
- Иван Горный (Тарьянов Иван Иванович) (1933—2014), председатель Союза писателей Республики Марий Эл, народный поэт Республики Марий Эл
- Никитин, Геннадий Тимофеевич (1928—1987), учитель, лектор Гагаринской городской организации «Знание» Смоленской области
- Нечитайло, Пётр Степанович (1920—1997), руководитель Госкомитета по кинофикации Марийской АССР
- Подшивалина, Галина Алексеевна (р. 1938), директор Мигановского сельского Дома культуры Краснинского района Смоленской области

## 1981
- Кошелев, Яков Романович (1921—2012), председатель правления Смоленской областной организации общества «Знание» РСФСР
- Явинский, Вадим Яковлевич (1931—2012), главный редактор художественного вещания Алтайской студии телевидения

## 1982
- Аптекин, Григорий Матвеевич (1931—2020), директор Смоленской специализированной научно-реставрационной мастерской «Смоленскреставрация»
- Годин, Вячеслав Степанович (1931—2004), историк-краевед, архивист
- Каретников Геннадий Александрович (р. 1938) — режиссер Народного драматического театра, спутника МХАТ им. М. Горького, г. Орехово-Зуево
- Капленков, Дмитрий Парфёнович (1931—2002), наборщик Смоленской областной типографии
- Мирович, Михаил Борисович (1924—2004), директор Смоленской областной типографии
- Овчинников, Адольф Николаевич (1931—2021), художник-реставратор Всероссийского художественного научно-реставрационного центра имени академика И. Э. Грабаря
- Сидлярова, Людмила Трофимовна (р. 1932), наборщица Ярцевской городской типографии

## 1983
- Александрова, Антонина Петровна (р. 1939), собственный корреспондент Центрального ТВ и Всесоюзного радио по Марийской АССР / Марийской ССР / Республике Марий Эл
- Камельчик, Михаил Степанович (1921—2006), заместитель председателя Смоленской секции советского комитета ветеранов войны
- Смородников, Юрий Васильевич (р. 1937), руководитель оркестра баянистов Детской музыкальной школы № 1 г. Чита
- Тимофеев, Алексей Васильевич (1929—1993), марийский советский писатель, заместитель председателя Комитета по телевидению и радиовещанию Марийской АССР

## 1984
- Андрианов, Владимир Семёнович (1926—2020), поэт, поэт-песенник, военный журналист, полковник Советской Армии.
- Аникеев, Евгений Иванович (1924—2001), старший редактор Смоленского отдельного издательства «Московский рабочий»
- Ардабьев, Владимир Александрович — руководитель секции фотолюбителей при правлении Московского общества охотников и рыболовов[623]
- Бабицкая, Евгения Ароновна, художественный руководитель народного хора Томского электролампового завода
- Бусыгин, Евгений Прокопьевич (1913—2008), член Татарской республиканской организации общества «Знание» РСФСР[623]
- Васильковский, Анатолий Михайлович (1925—2001), художественный руководитель ансамбля песни и пляски Забайкальской милиции
- Груздев, Юрий Борисович главный инженер Всесоюзного НИИ телевидения и радиовещания[623]
- Дерибас, Герман Терентьевич (р. 1937), заведующий лабораторией Всесоюзного НИИ телевидения и радиовещания[623]
- Дмитриев, Валерий Владимирович (1941—2015), дирижёр народного самодеятельного духового оркестра Дворца культуры и техники имени С. М. Кирова (Пенза)[623]
- Долинский, Александр Пантелеевич, преподаватель музыкального училища имени М. М. Ипполитова-Иванова[623]
- Зверковая Калерия Ивановна, директор библиотеки профкома Ярославского моторного завода[623]
- Зонтиков, Виктор Кузьмич (р. 1934), начальник отдела Главного архивного управления при Совете Министров СССР[623]
- Качинский, Николай Станиславович (1916—2005), художник (Ставропольский край)[623]
- Колесников, Виктор Иванович, заведующий отделом Всесоюзного НИИ телевидения и радиовещания[623]
- Кулакова, Аида Сергеевна, директор Центральной научно-технической библиотеки |угольной промышленности (Москва)[623]
- Лазарев, Владимир Иванович, заведующий лабораторией Всесоюзного НИИ телевидения и радиовещания[623]
- Лишин, Лаврентий Григорьевич (р. 1931), заведующий лабораторией Всесоюзного НИИ телевидения и радиовещания[623]
- Мартынова, Ирина Леонидовна, заведующий отделом Всесоюзного НИИ телевидения и радиовещания[623]
- Никаноренкова, Анна Александровна, киномеханик Смоленской районной дирекции киносети
- Никитина, Антонина Фёдоровна (р. 1936), директор Миропольского сельского Дома культуры Ярцевского района Смоленской области.
- Никонов, Герман Григорьевич, директор Астраханского специального научно-реставрационной производственной мастерской объединения «Росреставрация»[623]
- Петропавловский, Вячеслав Андреевич (1925—?), заведующий лабораторией Всесоюзного НИИ телевидения и радиовещания[623]
- Попова, Светлана Алексеевна (1935—2013), главный редактор Главной редакции художественных передач телевидения Комитета по телевидению и радиовещанию исполкома Мурманского областного Совета народных депутатов[623]
- Пьянкова, Светлана Викторовна (р. 1942), преподаватель Смоленского музыкального училища.
- Раковский, Альберт Рафаэльевич (р. 1938), заместитель директора Всесоюзного НИИ телевидения и радиовещания[623]
- Рохлин, Леонид Урий-Лейбович, директор-распорядитель Московского нового драматического театра[623]
- Силаев, Сергей Алексеевич (1929—2013), председатель Смоленского областного совета по туризму и экскурсиям
- Симаков, Вячеслав Иванович, начальник Управления самодеятельного туризма Центрального совета по туризму и экскурсиям[623]
- Соколов, Олег Леонидович, заместитель директора Центральной книжной лавки писателей Литературного фонда СССР[623]
- Тумаков, Алексей Степанович (1946—2022), хормейстер самодеятельного коллектива — русского народного хора Дворца культуры и техники имени С. М. Кирова (Пенза)[623]
- Шугаев, Владимир Степанович (1934—1996), директор радиотелецентра, заместитель председателя Комитета по телевидению и радиовещанию исполкома Мурманского областного Совета народных депутатов[623]

## 1985
- Аверьянов, Леонид Георгиевич (1938—2011), композитор, руководитель секции композиторов-любителей при Читинском областном Доме народного творчества
- Айдак, Аркадий Павлович (1937—2012), организатор производства, председатель колхоза «Ленинская искра» Ядринского района Чувашии
- Акимов, Борис Михайлович, старший мастер Калининского полиграфического комбината Всесоюзного объединения «Союзполиграфпром» (Калининская область)[624]
- Анищенко, Людмила Анатольевна, редактор ленинградской областной пионерской газеты «Ленинские искры»[624]
- Андронов, Степан Гаврилович, заведующий редакцией издательства «Известия»[625]
- Антипова, Анна Тарасовна, заведующая Тугозвоновской сельской библиотекой Шипуновского района (Алтайский край)[624]
- Антонова, Вера Васильевна, заведующая музеем истории Высшего военно-морского училища имени М. В. Фрунзе[626]
- Байков, Михаил Григорьевич (1925—1998) — главный редактор республиканской газеты Марийской АССР «Марий коммуна».
- Белик, Надежда Николаевна (1930—2021), директор Дворца пионеров имени В. П. Чкалова города (Горький)[624]
- Бендерская, Любовь Викторовна (р. 1947), балетмейстер любительского хореографического ансамбля «Росинка» Мичуринска (Тамбовская область)[624]
- Бойко, Павел Платонович (1945—2021), начальник клуба центральных управлений Военно-Морского флота, капитан 2 ранга[626]
- Болотникова, Вера Алексеевна, заведующая Новосельской сельской библиотекой Аркадакского района (Саратовская область)[624]
- Бондарчук, Вилен Михайлович, главный конструктор Центрального конструкторского бюры киноаппаратуры научно-производственного объединения «Экран» (Ленинград)[624]
- Борило, Елизавета Дмитриевна, директор централизованной библиотечной системы Первомайского района (Томская область)[624]
- Букреева, Ульяна Семёновна, заведующая Верх-Чуманской сельской библиотекой Баевского района Алтайского края[624]
- Булгакова, Оксана Сергеевна (1935—2007), главный редактор Южно-Уральского книжного издательства (Челябинская область)[624]
- Быкова, Нина Михайловна, начальник цеха Ленинградского комбината цветной печати Всесоюзного объединения «Союзполиграфпром»[625]
- Веленгурин, Николай Фёдорович (1924—1998), писатель (Краснодарский край)[624]
- Гадзиян, Хугас Торосович (р. 1931), директор Чалтырской детской музыкальной школы Мясниковского района (Ростовская область)[626]
- Горбенко, Элеонора Андреевна, концертмейстер Ставропольского краевого театра музыкальной комедии[624]
- Гусейнов, Фрута Абасмирзаевич (р. 1928), заведующий кафедрой Государственного музыкально-педагогического института имени Гнесиных[626]
- Дёшин, Анатолий Алексеевич (1926—2010)
- Дугина, Лариса Павловна, директор Всесоюзного фонда телевизионных и радиопрограмм «Телерадиофонд»[626]
- Евсеев, Алексей Иванович, полковник, старший инспектор отдела управления пропаганды и агитации Главного политического управления советской Армии и Военно-Морского Флота[626]
- Ефимов, Фёдор Петрович (1915—?), заведующий отделом Якутского книжного издательства[624]
- Жараев, Иван Спиридонович (1935—2017), председатель Государственного комитета Якутской АССР по кинофикации[626]
- Злотников, Михаил Савельевич (1934—2013), художественный руководитель Всесоюзной дирекции по подготовке цирковых программ, аттракционов и номеров Всесоюзного объединения государственных цирков[626]
- Иванова, Светлана Сергеевна, главный хранитель художественных фондов и военных реквизитов Студии военных художников имени М. Б. Грекова[626]
- Ильенко, Евгений Иванович, ведущий художник отдела Госкомитета СССР по делам издательств, полиграфии и книжной торговли[625]
- Исаков, Пётр Дмитриевич, директор Чувашской республиканской конторы по прокату кинофильмов[626]
- Карпова, Любовь Николаевна, руководитель женского вокального коллектива «Сибирячка» Новотырышкинского сельского Дома культуры Смоленского района Алтайского края[624]
- Кведорелис, Зинаида Денисовна, наборщица вручную Московской типографии № 11 Всесоюзного объединения «Союзполиграфпром»[625]
- Кириллова, Людмила Николаевна, начальник цеха Московской типографии № 2 Всесоюзного объединения «Союзполиграфпром»[625]
- Князев, Вадим Владиславович, директор Волго-Вятского книжного издательства, Горьковская область[625]
- Костенко, Иван Порфирьевич, учёный секретарь Центрального Дома авиации и космонавтики имени М. В. Фрунзе ДОСААФ[626]
- Котов, Михаил Иванович (1914—1995), журналист, член президиума Советского комитета защиты мира[626]
- Кудрявцева, Тамара Дмитриевна, заведующая отделом ленинградской областной пионерской газеты «Ленинские искры»[624]
- Кузьмин, Валентин Григорьевич (1925—2011), писатель (Кабардино-Балкарская АССР)[624]
- Кутепов, Николай Тихонович, старший библиотекарь 2-й Нижнемамонской сельской библиотекм Верхнемамонского района Воронежской области[624]
- Лазарев, Виктор Яковлевич (1933—2015), заместитель заведующего художественно-постановочной частью Малого театра СССР[624]
- Марьянов, Борис Максимович, заместитель главного редактора журнала «Наука и религия»[624]
- Межировский, Борис Осипович (род. 1925), артист хора Государственного академического Большого Театра СССР[626]
- Мельникова, Антонина Васильевна, заведующая корректорской редакции газеты «Социалистическая индустрия»[625]
- Михальчук, Иван Фёдорович, начальник окружного Дома офицеров Приволжского военного округа, подполковник[626]
- Моденов, Станислав Степанович, ответственный секретарь редакции журнала «Международная жизнь»[624]
- Мурзагильдина, Клара Газизовна (род. 1933), заведующая центральной библиотекой централизованной библиотечной системы города Кумертау Башкирской АССР[626]
- Невзорова, Клавдия Степановна, начальник отдела Всесоюзного объединения «Союзполиграфпром»[625]
- Немоляев, Всеволод Владимирович (1937—2025), режиссёр, ведущий спектакли балета Государственного академического Большого театра СССР[626]
- Никонов, Александр Фёдорович, заведующий отделом редакции газеты «Сельская жизнь»[624]
- Ознобишин, Дмитрий Владимирович (1916—1990), старший научный сотрудник Института мировой литературы имени А. М. Горького[624]
- Охапкин, Олег Глебович, дирижёр народного самодеятельного коллектива духового оркестра Завьяловского районного Дома культуры Алтайского края[624]
- Пастернак, Эсфирь Семёновна (1926—2009), директор музыкальной школы города Североморска Мурманской области[626]
- Полухин, Константин Александрович, полковник, заместитель главного редактора журнала «Тыл и снабжение Советских Вооруженных Сил»[626]
- Романов, Николай Петрович, мастер ремонтно-производственного комбината Государственного комитета Мордовской АССР по кинофикации[624]
- Рытиков, Михаил Васильевич, заведующий музыкальной частью Иркутского областного театра кукол[624]
- Савельев, Александр Петрович, начальник алтайского краевого агентства «Союзпечать»[624]
- Танклевская, Валентина Александровна, преподаватель детской музыкальной школы № 2 (Свердловск)[626]
- Трошев, Виктор Васильевич, фотокорреспондент газеты «Неувосто-Карьяла» («Советская Карелия»)[625]
- Урбан, Адольф Адольфович (1933—1989), старший редактор отдела редакции журнала «Звезда» (Ленинград)[625]
- Фаталиев, Сердер Раджабович, редактор славянской районной газеты «Заря Кубани» (Краснодарский край)[624]
- Филатов, Владимир Гаврилович, главный редактор геологической и геодезической литературы издательства «Недра» (Москва)[624]
- Филоненко, Александр Семёнович (1943—2010), заместитель редактора областной газеты «Амурская правда»[624]
- Хрусталь, Нина Васильевна, заведующая редакцией издательства «Просвещение»[625]
- Худоногов (Сибирцев), Иван Иванович (1924—1986), писатель (Красноярский край)[626]
- Царевская, Валентина Петровна, начальник производственной лаборатории Московской типографии № 9 Всесоюзного объединения «Союзполиграфпром»[625]
- Черникова, Александра Павловна, редактор усть-калманской районной газеты «Ленинец» (Алтайский край)[625]
- Чиненный, Андрей Ильич, лектор правления Всесоюзного общества «Знание»[624]
- Чистякова, Лидия Васильевна, заведующая архивным отделом исполнительного комитета Кемеровского областного Совета народных депутатов[624]
- Шамсутдинова, Рахиля Абдулловна (1932—2021), ректор Казанского государственного института культуры (Татарская АССР)[624]
- Шлямова, Ирина Николаевна (1930—2014), директор Горьковского театра кукол[626]
- Юранева, Луиза Ивановна (род. 1937), старший библиотекарь Пезмогской сельской библиотеки Корткеросского района (Коми АССР)[626]

## 1986
- Авдеева, Анна Артемьевна (1920—2007), директор Чувашского краеведческого музея
- Алексеев, Евгений Алексеевич (1920—1987), советский оператор и кинорежиссёр
- Белов, Михаил Прокопьевич (1911—2000), писатель, редактор
- Дикоцкий, Леонид Степанович (? —1986), председатель методической секции Ярцевской городской организации «Знание» РСФСР
- Кольцов, Леонид Григорьевич (род. 1927), редактор Сычевской районной газеты «За коммунизм», Смоленская область
- Костомыгин, Анатолий Дмитриевич (1930—2015), ответственный секретарь редакции Смоленской областной газеты «Рабочий путь»
- Кошкина, Галина Ивановна (1933—2011), заведующая Большетанаковской сельской библиотекой Новоторъяльского района Марийской АССР
- Курзова, Анна Васильевна, директор Хорошовского центрального сельского Дома культуры Рославльского района Смоленской области
- Матюковский, Геннадий Иванович (1926—1994), поэт, председатель Союза писателей Марийской АССР
- Шабалин, Георгий Иванович (1926—1997), журналист Марийской АССР
- Швалёв, Александр Васильевич (1926—2007), журналист Марийской АССР
- Юсупов, Фарит Сабирович (1925—2001), руководитель студии балета ДК РТИ города Уфы (Башкирская АССР)

## 1987
- Зубарев, Пётр Петрович (1938—1995), преподаватель Читинского областного культурно-просветительского училища
- Киланов, Юрий Иванович (1937—2000), редактор многотиражной газеты «Смоленский бриллиант» смоленского производственного объединения «Кристалл».
- Корыстина Валентина Петровна (род. 1948), художественный руководитель и хормейстер Управления строительства «Чебоксарыгэсстрой»
- Кузнецов, Олег Павлович (1936—2009), директор Сахалинского отделения Дальневосточного книжного издательства (19.03.1987)
- Муравьёв, Евгений Васильевич (1928—1999), заведующий отделом редакции смоленской областной газеты «Рабочий путь»
- Прошкина, Тамара Михайловна (род. 1941), киномеханик Гагаринской дирекции районной киносети, Смоленская область
- Стукалов, Александр Афанасьевич (1928—2003), заведующий отделом редакции смоленской областной газеты «Рабочий путь»
- Фильчиков, Борис Павлович (1918—2006), звукооператор киностудии «Союзмультфильм»
- Хабибуллин, Мусагит Мударисович (1927—2019), татарский писатель
- Чернышов, Владимир Васильевич (1941—1997), заведующий отделом редакции смоленской областной газеты «Рабочий путь»
- Чумаков, Владимир Александрович (р. 1937), редактор районной газеты «Сафоновская правда», Смоленская область
- Шпак Валентина Васильевна (р. 1945), хормейстер-дирижер, руководитель русского народного хора «Голоса Сибири»

## 1988
- Арефьева, Таисия Степановна (род. 1934), организатор производства, директор Алатырской мебельной фабрики
- Гарбузова, Людмила Павловна (род. 1948), руководитель Народного коллектива вокально-хоровой студии «Красная гвоздика» ПТО г Москвы
- Дмитриев, Геннадий Павлович (1934—2007), заведующий кафедрой политэкономии Марийского политехнического института имени М. Горького
- Краснов, Анатолий Васильевич (1928—1993), заведующий кафедрой философии и политологии Марийского государственного университета
- Тойшев, Павел Иванович (1928—2001), журналист, диктор радио Марийской АССР
- Чичёв, Юрий Иванович (1928—2001), российский детский писатель, поэт

## 1989
- Громов, Сергей Александрович (1929—2010), журналист, Марийская АССР
- Кузьмин, Виктор Алексеевич (1938—2020), директор детской школы искусств рабочего поселка Верхнеднепровский Дорогобужского района Смоленской области
- Чугунов, Владилен Михайлович (1932—2001), дирижёр образцового детского оркестра русских народных инструментов Дворца культуры Смоленского областного совета профсоюзов

## 1990
- Артамонова, Галина Ивановна (род. 1935), директор Смоленской областной научной библиотеки имени В. И. Ленина
- Бардик, Валентина Николаевна (род. 1938), директор централизованной библиотечной системы Сафоновского района Смоленской области
- Бобрицкий, Владимир Владимирович (род. 1947), директор Дома культуры смоленского завода «Измеритель» имени 60-летия Союза ССР
- Захарова, Галина Александровна (1934—1991), директор Дома культуры смоленского авиационного завода
- Иванова, Екатерина Анатольевна, заведующая кабинетом политического просвещения Приаргунского райкома КПСС Читинской области[627]
- Ильин, Валентин Александрович, консультант Дома политического просвещения Сахалинского обкома КПСС[627]
- Киевицкий, Михаил Иванович, пропагандист системы марксистско-ленинского образования авиационно-технической базы Якутского объединённого авиаотряда[627]
- Костин, Вячеслав Иванович (1947—2011), директор Руднянского городского дома культуры Смоленской области
- Кошелев, Леонид Георгиевич, пропагандист системы марксистско-ленинского образования московского производственного объединения «Молоко»[627]
- Кравченко, Людмила Александровна, заведующая кабинетом политического просвещения Красноярского райкома КПСС Куйбышевской области[627]
- Кулакова, Галина Александровна, руководитель народного хора Хиславичского районного дома культуры Смоленской области
- Самойлов, Анатолий Анатольевич (род. 1950), директор Челно-Вершинской средней школы Челно-Вершинского района Самарской области[627]
- Сергеев, Михаил Тихонович (1926—1999), кандидат исторических наук, доцент кафедры истории КПСС Марийского государственного университета, один из первых редакторов Марийского телевидения.
- Федотов, Анатолий Никитич (род. 1938), художественный руководитель театра поэзии Гагаринского зооветеринарного техникума, Смоленская область
- Чистякова, Любовь Васильевна (1944—2009), хормейстер народного хора Касплянского районного дома культуры Смоленского района Смоленской области
- Юдаков, Пётр Яковлевич, пропагандист системы марксистско-ленинского образования управления Холмского морского рыбного порта, Сахалинская область[627]

## 1991
- Другов, Игорь Васильевич (1948—2024), член Союза композиторов Кузбасса, член Российского авторского общества, лауреат Всесоюзных фестивалей народного творчества, Ветеран труда. Автор музыки «Город Горняков» гимна г. Ленинска-Кузнецкого.[628]